# Почётные граждане Кирово-Чепецка и лауреаты городских премий
Основу наградной системы города Кирово-Чепецка составляют звание «Почётный гражданин муниципального образования „Город Кирово-Чепецк“ Кировской области» и звания Лауреата премии имени Я. Ф. Терещенко и Лауреата премии имени З. А. Субботиной.

## Почётные граждане Кирово-Чепецка
Звание «Почётный гражданин муниципального образования „Город Кирово-Чепецк“ Кировской области» присваивается гражданам за особо значительные заслуги в сфере общественной деятельности, профессиональные успехи, за значительные достижения в области науки, культуры и спорта.
Звание присваивается гражданам, которые приумножили историю и славу города Кирово-Чепецка, своим трудом заслужили широкую известность и авторитет в городе.
С 2025 года присвоение звания «Почётный гражданин муниципального образования „Город Кирово-Чепецк“ Кировской области» производится к установленной юбилейной дате празднования Дня города (70 лет и далее каждые 5 лет) (не более чем двум лицам), в том числе одному посмертно. 

### Терещенко Яков Филимонович (1968)
Я́ков Филимо́нович Тере́щенко (20 декабря 1906 (2 января 1907), Севск, Орловская губерния, Российская империя — 25 июня 1975, Кирово-Чепецк, Кировская область) — организатор советского химического производства, директор Кирово-Чепецкого химического завода (завода 752) с 1947 по 1974 годы.

### Сачкова Нина Алексеевна (1968)

Н. А. Сачкова

Ни́на Алексе́евна Сачко́ва (25 декабря 1919, Спасск-на-Студенце, Тамбовская губерния, Российская Социалистическая Федеративная Советская Республика — 10 октября 1989, Кирово-Чепецк, Кировская область) — врач-нейрохирург, главный врач Кирово-Чепецкой центральной районной больницы.
Уроженка города Спасска (ныне — в Пензенской области). Диплом врача после окончания лечебного факультета 2-го Ленинградского медицинского института получила 22 июня 1941 года. Была направлена в Кировский облздравотдел и начала работать в Кумёнской райбольнице. Вскоре переведена врачом-нейрохирургом в кировский эвакогоспиталь № 1356, в августе 1945 года назначена врачом-ординатором нейрохирургического отделения кировского госпиталя № 1093, затем — врачом-ординатором нейрохирургического госпиталя № 1018 (также в Кирове), стала ведущим хирургом госпиталя.
В феврале 1947 года переведена в Просницкий райздравотдел и вместе с мужем переехала в рабочий посёлок Кирово-Чепецкий, где начала работать врачом-хирургом. С 1952 по 1976 годы была главным врачом сначала поселковой (на 25 коек), а с 1965 года — центральной районной больницы. Под её руководством работали 8 участковых больниц.
Нина Алексеевна награждена орденом Трудового Красного Знамени, медалями «За доблестный труд. В ознаменование 100-летия со дня рождения Владимира Ильича Ленина», «Ветеран труда», значком «Отличнику здравоохранения».

### Макаренко Ефросинья Петровна (1974)

Е. П. Макаренко

Ефроси́нья Петро́вна Мака́ренко (15 (28) февраля 1904, село Усвяты, Велижский уезд, Витебская губерния, Российская империя — 20 ноября 1979, Кирово-Чепецк, Кировская область) — педагог, первый директор Кирово-Чепецкой школы № 4.
Уроженка села Усвяты (ныне посёлок, центр Усвятского района Псковской области). В 1927 году окончила педагогический факультет Белорусского государственного университета (социально-историческое отделение), до 1940 года работала учителем истории и литературы в школах Витебского и Великолукского округов и Западной области, с 1940 года — директором школы № 2 в Новгороде. Во время войны с маленьким сыном была эвакуирована в Кировскую область, где руководила школой № 2 в городе Омутнинске, детской здравницей ЦК ВЛКСМ в Малом Коныпе, школой № 7 в городе Слободском.
В 1957 году была направлена в открывшуюся в Кирово-Чепецке новую школу № 4, первую в городе школу с 10-летним сроком обучения. После выхода на пенсию в 1960 году много лет возглавляла Кирово-Чепецкий районный комитет защиты мира и была членом президиума областного комитета защиты мира. Её труд на этом поприще был отмечен высшими наградами — золотой и серебряной медалями «Борцу за мир».
Ефросинья Петровна удостоена почётного звания Заслуженный учитель школы РСФСР, награждена орденами Трудового Красного Знамени и «Знак Почёта» и медалями.

### Бурдыгина Галина Михайловна (1980)

Г. М. Бурдыгина

Гали́на Миха́йловна Бурды́гина (19 ноября 1924, Иваново-Вознесенская губерния — 13 октября 2001, Кирово-Чепецк, Кировская область) — инженер-химик, начальник цеха КЧХК.
После окончания Ивановского химико-технологического института в августе 1947 года была направлена в рабочий посёлок Кирово-Чепецкий на завод № 752 (Кирово-Чепецкий химический завод). Была у истоков производств, без которых было невозможно создание «советской атомной бомбы», занималась разработкой технической документации и освоением производства фтористого водорода, являвшегося сырьём при получении газообразного фтора в производстве тетрафторида и гексафторида урана, первая в СССР промышленная партия которого была получена 19 декабря 1949 года.
В 1958 году Г. М. Бурдыгину назначили руководителем производства хлороформа. С 1962 года она стала начальником цеха № 33 КЧХЗ, проработав в этой должности до выхода на заслуженный отдых в августе 1987 года.
Под её руководством цех, изначально занимавшийся предварительной подготовкой поступающего покупного хлороформа, освоил технологию производства продукта новым хлоралевым методом: хлорированием этилового спирта до хлораля и последующим расщеплением хлораля до хлороформа. В 1960 году была наработана партия хлоралевого хлороформа и по отдельной «нитке» переработана во фреон-22, далее в мономер-4 и далее во фторопласт-4, качество которого устроило самых ответственных потребителей. Тем самым был заложен фундамент для удовлетворения потребностей страны в новых фторполимерных материалах, без которых невозможно представить развитие многих отраслей промышленности.
В 1973 году для интенсификации процесса хлорирования спирта была разработана и внедрена каскадная схема реакторов хлорирования (хлоратор, фторхлоратор, абсорбер) с противоточной схемой для реагирования этилового спирта и хлора. Новый высокопроизводительный дозатор-хлоратор спирта был разработан, изготовлен и внедрён в 1977 году.
Г. М. Бурдыгина является автором и соавтором 5 изобретений и 27 рационализаторских предложений, позволивших заменить дефицитные виды сырья, получить востребованную продукцию из отходов производства, усовершенствовать и автоматизировать технологические процессы. За плодотворную рационализаторскую деятельность она была удостоена почётных званий «Заслуженный рационализатор РСФСР» и «Рационализатор-стотысячник»
Галина Михайловна награждена орденами Октябрьской Революции и Трудового Красного Знамени, медалями «За доблестный труд. В ознаменование 100-летия со дня рождения Владимира Ильича Ленина» и «Ветеран труда».

### Куличик Иван Никифорович (1980)

И. Н. Куличик

Ива́н Ники́форович Кули́чик (бел. Іван Нікіфаравіч Кулічык, 19 июля 1927, деревня Черняны, гмина Великорита, Брестский повет, Речь Посполитая — 26 апреля 2001, Кирово-Чепецк, Кировская область) — бригадир одной из лучших бригад каменщиков Кирово-Чепецкого управления строительства.
Родился во входившей в состав Польши Западной Белоруссии (ныне — агрогородок Черняны, Малоритский район Брестской области Республики Беларуси). Во время войны, находясь на оккупированной территории, являлся связным партизан. В 1945 году был призван в Красную Армию, участвовал в боях в Чехословакии, Австрии и Германии. Демобилизовался в 1951 году.
17 ноября 1951 года пришёл работать плотником, затем каменщиком на строительство, развёрнутое в рабочем посёлке Кирово-Чепецком, участвовал в возведении первых в будущем городе 5-этажные зданий на проспекте Сталина (ныне Мира). Более 20 лет он возглавлял бригаду каменщиков, одной из первых получивших звание «Бригада коммунистического труда».

В интервью, данном в 1980 году, говоря о периоде, ещё предшествовавшем позднейшему массовому строительству в Кирово-Чепецке новых жилых районов, И. Н. Куличик рассказывал:
«Как-то раз, лет восемь назад, прошёлся по городу и подсчитал, сколько квартир выстроила наша бригада. Насчитал четыре с половиной тысячи. Кроме того, три школы, пять магазинов, детский садик, новую поликлинику, профтехучилище, два общежития, хирургический корпус...»
Иван Никифорович награждён орденами Трудового Красного Знамени и Трудовой Славы III степени.

### Созонтов Леонид Семёнович (1980)

Л. Н. Созонтов

Леони́д Никола́евич Созо́нтов (28 мая 1927, деревня Ряби, Вятская волость, Вятский уезд, Вятская губерния — 24 сентября 2010, Кирово-Чепецк, Кировская область) — один из старейших работников Кировской ТЭЦ-3.
Родился в деревне Ряби, которая в 1972 году при объединении нескольких населённых пунктов Чепецкого сельского Совета Кирово-Чепецкого района в посёлок Пригородный вошла в его состав.
В 1942 году, в 14 лет, начал работать на строительстве Кирово-Чепецкой ТЭЦ, с 3 марта 1943 года был зачислен в её штат электрослесарем 2 разряда, впоследствии поднял свою квалификацию до высшего, 7 разряда, возглавлял бригаду электрослесарей, работал начальником смены электроцеха. Много лет являлся председателем профсоюзного комитета работников ТЭЦ. Вышел на пенсию в конце 1980-х годов.
Леонид Семёнович награждён орденом Трудовой Славы III степени, медалями «За трудовую доблесть», «За доблестный труд в Великой Отечественной войне 1941—1945 гг.», «Ветеран труда», значком «Отличник энергетики и электрификации СССР».

### Векшин Евгений Анатольевич (1987)

Е. А. Векшин

Евге́ний Анато́льевич Ве́кшин (28 ноября 1927, посёлок Мишеронь, Егорьевский уезд, Московская губерния — 26 сентября 2006, Кирово-Чепецк, Кировская область) — главный инженер, позже заместитель начальника Кирово-Чепецкого управления строительства в 1966—2001 годах.
Родился на земле Мещёры, в посёлке при стекольном заводе (ныне — посёлок Мишеронский Шатурского района Московской области) в потомственной семье стеклодувов.
В ноябре 1944 года поступил в ремесленное училище № 9 в подмосковном городе Рошаль, после окончания учёбы в котором с сентября 1946 года по апрель 1947 года работал там же, токарем на ремонтно-механическом заводе. В декабре 1947 года через Кривандинский райвоенкомат был направлен на строительство шахт Подмосковного угольного бассейна. 27 октября 1952 года, обратившись по объявлению о наборе на курсы младшего технического персонала в Москве, организуемые Главпромстроем МВД СССР, был зачислен, получил специальность десятника, и был направлен в распоряжение базировавшегося в городе Глазове строительного управления № 384, а в нём — в расположенный в рабочем посёлке Кирово-Чепецком строительный район № 3, где 19 июня 1953 года был назначен мастером участка № 1.
Уже в Кирово-Чепецке окончил вечернюю школу рабочей молодёжи, в 1961 году — строительное отделение вечернего политехникума, в 1972 году — заочное отделение Всесоюзного заочного финансово-экономического института, получив квалификацию экономиста.
Е. А. Векшин непосредственно участвовал в строительстве многочисленных объектов промышленного гиганта — КЧХК — и выросшего с ним города Кирово-Чепецка, других предприятий города. В 1966 году, ещё не имея высшего образования, был назначен главным инженером Кирово-Чепецкого управления строительства, к тому времени ставшего крупнейшей строительной организацией Кировской области и одной из сильнейших в составе «атомного» Минсредмаша. В период расцвета управления строительства, пришедшийся на начало 1980-х годов, численностью его работников доходила до 5 тысяч человек.
Евгений Анатольевич награждён орденами Ленина и Трудового Красного Знамени, медалями «За доблестный труд. В ознаменование 100-летия со дня рождения Владимира Ильича Ленина» и «Ветеран труда», юбилейной медалью «50 лет Победы в Великой Отечественной войне 1941—1945 гг.».
Выйдя в 2001 году на заслуженный отдых, начал работать над книгой «Записки строителя», главы из которой были опубликованы в районной газете «Кировец» в 2005—2006 годах.

### Калинин Юрий Николаевич (1990)

Ю. Н. Калинин

Ю́рий Никола́евич Кали́нин (3 сентября 1930, село Ильинское, Просницкий район, Вятский округ, Нижегородский край — 16 мая 2018, Кирово-Чепецк, Кировская область) — директор Кировской ТЭЦ-3 с 1968 по 1997 годы.
Родился в крестьянской семье. Трудовую деятельность начал в январе 1944 года рабочим Каринского торфопредприятия, затем кондуктором на Каринской УЖД. После получения специальности электромонтёра в школе ФЗО № 12 в посёлке Кирово-Чепецком, с 1949 года работал на Кирово-Чепецкой ТЭЦ (Кировской ТЭЦ-3) дежурным электромонтёром. С 1952 по 1956 годы проходил службу в рядах Советской армии, в базировавшейся в Мелитополе авиационной части, стрелком-радистом реактивного фронтового бомбардировщика Ил-28. Вернувшись на ТЭЦ-3, в 1959 году окончил школу рабочей молодёжи и поступил в Кировский филиал Всесоюзного заочного энергетического института (ныне — Вятский государственный университет) (защитил диплом на тему «тепловая электростанция мощностью 1200 МВТ, работающая на торфе»). В декабре 1965 года был назначен исполняющим обязанности начальника электроцеха, в марте 1967 года — утверждён в этой должности. 22 апреля 1968 года был назначен директором ТЭЦ-3 и проработал им до 17 июня 1996 года. В первые годы под его руководством на станции были проведены работы по механизации топливоподачи и монтаж турбины с противодавлением, обеспечивающей паром оборудование первых очередей станции. В связи с ростом производства тепловой и электрической энергии для снабжения котлов топливом в дополнение к недостаточным мощностям местных торфодобывающих предприятий были освоены бурые угли Челябинского, Кизеловского и Кузнецкого бассейнов. Одновременно для снижения вредных выбросов в атмосферу на действующие котлы были установлены скрубберы  мокрой очистки газов, проведены работы по переводу конденсационных турбин в теплофикационный режим и проведён демонтаж морально и физически устаревшего оборудования. В 1985 году были построены пиковая водогрейная котельная и химводоочистка теплосети. В девяностые годы ТЭЦ-3 освоила ещё один вид топлива — был организован перевод котлов на сжигание природного газа.
Юрий Николаевич удостоен почётного звания Заслуженный энергетик РСФСР, награждён орденом «Знак Почёта», медалями «За доблестный труд. В ознаменование 100-летия со дня рождения Владимира Ильича Ленина» и «Ветеран труда», знаками «Отличник энергетики и электрификации СССР», «Почётный энергетик СССР» и «Ветеран труда железнодорожного транспорта».
Юрий Николаевич Калинин скончался 16 мая 2018 года в Кирово-Чепецке.

### Шальнов Юрий Васильевич (1996)
Ю́рий Васи́льевич Шально́в (18 марта 1929, деревня Прудово, Шуйский район, Иваново-Вознесенский округ, Ивановская Промышленная область — 13 ноября 2000, Кирово-Чепецк, Кировская область) — инженер-химик, организатор химического производства, главный инженер КЧХК с 1977 по 1994 годы.

### Брылин Леонид Тимофеевич (1998)

Л. Т. Брылин

Леони́д Тимофе́евич Бры́лин (26 июля 1933, село Сергеевка, Свободненский район, Амурская область, Дальневосточный край — 11 мая 2018, город Кирово-Чепецк, Кировская область) — основоположник художественного образования в городе Кирово-Чепецке.
Родился на берегах Амура в селе Сергеевка (ныне в Благовещенском районе Амурской области) в семье выходца из раскулаченной на Урале семьи. Вскоре после рождения Леонида семья вернулась на Урал, а к началу войны проживала в казахстанском Джезказгане. В 7 лет при игре с патронным запалом получил ранение, привёдшее к частичной ампутации руки. Во время войны семья вновь вернулась к родным на Урал, а затем осела в Поволжье, в посёлке Сосновка (вблизи Чебоксар), где Леонид окончил «семилетку» — неполную среднюю школу с 7 классами обучения. В 1949—1954 годах обучался в Чебоксарском художественном училище, после его окончания получил распределение в Тюменскую область, где начал работать учителем рисования и черчения в школе посёлка Голышманово. Через год уехал в Кирово-Чепецк, где жила старшая сестра, и начал работать в школе № 3. К этому времени относится увлечение Леонида Тимофеевича созданием экслибрисов, пронесённое им через десятилетия.
В начале 1957 года Л. Т. Брылин перешёл на работу художником-оформителем в один из цехов химзавода, а через 3 года согласился стать директором заводского стадиона «Труд». Ещё через полтора года вновь вернулся в школу, сначала № 2, затем № 8 — учителем рисования и черчения, а с октября 1966 года — стал преподавателем художественного отделения, созданного в детской музыкальной школе её основателем Георгием Ивановичем Бабко. С 1968 года возглавил созданную по его предложению детскую художественную школу (ДХШ). В 1987 году ДХШ первой в Кировской области получила собственное здание, построенное по индивидуальному проекту, с большим двухэтажным выставочным залом, просторными мастерскими, внутренним двориком. Среди выпускников школы — десятки профессиональных художников, в том числе театра и кино, скульпторов, мастеров ремёсел, дизайнеров, архитекторов, фотографов.
Леонид Тимофеевич возглавлял ДХШ более 40 лет, в 2009 году он ушёл на заслуженный отдых. В 2013 году детской художественной школе было присвоено его имя.
Леонид Тимофеевич награждён медалями «За доблестный труд. В ознаменование 100-летия со дня рождения Владимира Ильича Ленина» и «Ветеран труда».
Скончался в Кирово-Чепецке 11 мая 2018 года.

### Мальцев Александр Николаевич (1999)
Алекса́ндр Никола́евич Ма́льцев (род. 20 апреля 1949, деревня Сетковцы (была около села Полом), Просницкий район, Кировская область) — советский хоккеист, заслуженный мастер спорта СССР.

### Мальцев Григорий Тимофеевич (1999)

Г. Т. Мальцев

Григо́рий Тимофе́евич Ма́льцев (21 июля 1924, деревня Мокинцы, Вожгальская волость, Вятский уезд, Вятская губерния — 28 сентября 2017, Кирово-Чепецк, Кировская область) — военный строитель, полковник запаса, многолетний председатель Кирово-Чепецкой городской организации ветеранов (пенсионеров) войны, труда, Вооружённых сил и правоохранительных органов, председатель офицерского собрания Кировской области.
Уроженец деревни Мокинцы, находившейся на территории нынешнего Кумёнского района Кировской области. Окончил школу в селе Вожгалы (в то время — центре Вожгальского района). В 1941 году в Кирове окончил шестимесячные курсы народнохозяйственного учёта по подготовке бухгалтеров-организаторов, работал бухгалтером в колхозе «Север», куда входили и Мокинцы.
В августе 1942 года стал курсантом перебазированного в Глазов 2-го Ленинградского военно-пехотного училища. Получив лейтенантские погоны, принял командование взводом ПТР 231 полка 75-й гвардейской стрелковой дивизии (к концу войны её полное наименование 75-я гвардейская стрелковая Бахмачская дважды Краснознамённая Ордена Суворова дивизия). В составе дивизии воевал на фронтах: Центральном (1943), Воронежском (1943), 1-м Украинском (1943—1944), 3-м Прибалтийском (1944), 1-м Белорусском (1944—1945), участвовал в битве на Курской дуге (Орловская наступательная операция), в освобождении Украины (Черниговско-Припятская операция, Киевская наступательная операция, Киевская оборонительная операция), освобождении Беларуси (Калинковичско-Мозырская операция, операция «Багратион» — Бобруйская операция) и Прибалтики (Рижская операция), в освобождении Польши (Варшавско-Познанская операция) и разгроме противника на территории Германии (Висло-Одерская операция, Восточно-Померанская операция, Берлинская наступательная операция).
В 1946 году окончил курсы комсостава «Выстрел» (их филиал был открыт в Германии) и продолжил службу командиром роты, позже адъютантом командира 57-й гвардейской стрелковой дивизии гвардии генерал-майора А. Я. Веденина в составе Группы советских оккупационных войск в Германии. В 1947 году отбыл в Приволжский военный округ, был направлен в распоряжение Первого главного управления при Совете Министров СССР и с 1948 года возглавил партийную организацию стройуправления № 855 МВД СССР в посёлке Кирово-Чепецком, возводившего завод 752, включённый в программу создания «советской атомной бомбы». В декабре 1948 года стройуправление было реорганизовано в строительный район № 3 в составе базировавшегося в Глазове стройуправления № 904 (позже — № 384), а в последующие годы — выросло в крупнейшую строительную организацию Кировской области — Кирово-Чепецкое управление строительства.
В августе 1957 года Г. Т. Мальцев был направлен по приказу Министра среднего машиностроения СССР в город Ангарск (строительство Ангарского электролизного химического комбината по обогащению урана) на должность заместителя командира полка военно-строительных частей. В эти годы он продолжил своё образование, окончив в 1960 году ускоренный курс заочного строительного техникума, а в 1961 году — факультет журналистики вечернего университета марксизма-ленинизма. В 1962 году был назначен командиром полка на строительство Байкальского целлюлозно-бумажного комбината (город Байкальск), в 1967 году — на строительстве Приаргунского горно-химического комбината (одного из крупнейших уранодобывающих предприятий в мире) и города Краснокаменска. В начале 1970-х годов на этой стройке работало до 20 тысяч человек, из них до половины — военные строители воинской части № 44189 под командованием полковника Мальцева.
В 1981 году вернулся в Кирово-Чепецк на должность начальника управления военно-строительных частей, командира войсковой части 44206. В это время велось строительство завода минеральных удобрений, приборного завода «Кристалл», новых городских микрорайонов. В 1985 году вышел в отставку. На учредительной конференции городской организации ветеранов войны и труда 12 февраля 1987 года был избран председателем организации и возглавлял её более 25 лет.
Григорий Тимофеевич награждён орденами Красной Звезды (за Рижскую операцию), Трудового Красного Знамени, «Знак Почёта», Отечественной войны I степени, медалями «За боевые заслуги», «За победу над Германией в Великой Отечественной войне 1941—1945 гг.», «За освобождение Варшавы», «За взятие Берлина», «За трудовую доблесть», «За отличие в охране государственной границы СССР», «За воинскую доблесть. В ознаменование 100-летия со дня рождения Владимира Ильича Ленина», медалью Жукова, медалями Министерства обороны СССР «За безупречную службу» I и II степени, медалями Польши («Братство по оружию») и Монголии («Победа на Халхин-Голе»), многочисленными юбилейными, памятными и общественными наградами.
За заслуги в развитии ветеранского движения и вклад в патриотическое воспитание молодёжи Григорий Тимофеевич награждён почётным знаком «За заслуги перед Кировской областью». В 2014 году Григорию Тимофеевичу было присвоено звание «Почётный гражданин Кировской области».
Являлся участником четырёх юбилейных Парадов Победы на Красной площади — в 1990, 1995, 2000 и 2005 годах.
Скончался 28 сентября 2017 года, похоронен в Кирово-Чепецке на аллее почётных захоронений кладбища Злобино.

### Субботина Зинаида Алексеевна (2004)
Зинаи́да Алексе́евна Суббо́тина (урожд. Иго́шина, 24 октября 1924, дер. Игошата, Котельничский уезд, Вятская губерния — 7 апреля 2015, Кирово-Чепецк, Кировская область) — учитель географии, педагог-новатор, заслуженный учитель школы РСФСР, народный учитель СССР.

### Бабко Георгий Иванович (2005)

Г. И. Бабко

Гео́ргий Ива́нович Бабко́ (18 ноября 1930, Вятка, Нижегородский край — 3 июня 2013, Кирово-Чепецк, Кировская область) — основоположник музыкального образования в городе Кирово-Чепецке и Кирово-Чепецком районе.
После окончания в 1952 году Кировского музыкального училища по приглашению парткома строящегося в рабочем посёлке Кирово-Чепецком крупного химзавода, возглавил организованную 1 января 1953 года Детскую музыкальную школу (ДМШ). В середине 1960-х годов добился строительства для неё специального здания, на котором ныне установлена памятная доска с надписью: «Музыкальное училище на 350 учащихся с концертным залом на 600 мест построено Кирово-Чепецким управлением строительства в 1966—1969 годах по проекту ГПИ Гипротеатр, г. Москва, на смотре-конкурсе в 1970 г. удостоено диплома III степени Госстроя РСФСР». В 1981 году в связи с открытием новых отделений (хореографического, эстетического) первая ДМШ была реорганизована в детскую школу искусств. В 1962 году в ДМШ появились курсы для взрослых, желающих обучиться игре на музыкальных инструментах и пению, выделившиеся в 1964 году в самостоятельное отделение — вечернюю школу общего музыкального образования. В 1974 году Г. И. Бабко возглавил Вечернюю музыкальную школу, а в 1981 году — новую детскую музыкальную школу, которой руководил до 2006 года. За эти годы основанные им школы выпустили тысячи учеников, их музыкальные коллективы являлись неоднократными победителями областных, Всероссийских и Международных конкурсов. Организаторскими усилиями Г. И. Бабко и под его методическим руководством происходило становление самодеятельных хоровых и музыкальных коллективов, проводились их ежегодные смотры-конкурсы. Георгий Иванович был удостоен почётного звания «Заслуженный работник культуры Российской Федерации».
В 2015 году детской музыкальной школе было присвоено имя её основателя Г. И. Бабко. 1 октября 2017 года два его детища — детские школа искусств и музыкальная школа — были объединены в Детскую школу искусств им. Г. И. Бабко.

### Потапов Иван Васильевич (2006)

И. В. Потапов

Ива́н Васи́льевич Пота́пов (29 сентября 1926, село Никульчино, Слободской уезд, Вятская губерния — 15 октября 2007, Кирово-Чепецк, Кировская область) — первый председатель Кирово-Чепецкого городского Совета депутатов трудящихся.
Родился в селе Никульчино (Никулицын), одном из первых русских поселений на Вятской земле. Окончил школу в близлежащем селе Волково, в начале войны был мобилизован в школу ФЗО, затем работал на Кировском мясокомбинате. В марте 1945 года по комсомольской путёвке был направлен в занятый Красной Армией город Тильзит, крупный центр Восточной Пруссии, где его назначили управляющим домами одного из городских районов. В этом городе после боёв осталось только 25 % жилого фонда, свыше 60 % производственных и административных зданий были разрушены, не работали электростанция, водопровод и канализация, не ходили трамваи. В этих условиях требовалось наладить мирную жизнь для семей военнослужащих и переселенцев из других областей России.
7 апреля 1946 года Президиум Верховного Совета СССР принял Указ «Об образовании Кёнигсбергской области в составе РСФСР», а 4 июля того же года область была переименована в Калининградскую, а Тильзит — в Советск.
Вскоре И. В. Потапов был назначен инспектором жилищно-коммунального отдела, затем заместителем начальника, наконец — начальником ЖКО прибалтийского города. В 1954 году, по состоянию здоровья супруги, вернулся в родные места. По совету знакомого решил искать работу на строящемся в рабочем посёлке Кирово-Чепецком крупном химзаводе, куда за несколько десятков километров он пришёл пешком, на лыжах. Директор завода Я. Ф. Терещенко использовал тильзитский опыт Ивана Васильевича и назначил его руководить жилым фондом в Балезино — первом застраиваемом многоэтажными кирпичными домами районе будущего города.
После преобразования 28 марта 1955 года посёлка в город Кирово-Чепецк на прошедшей в августе первой сессии городского Совета депутатов трудящихся 28-летний И. В. Потапов был избран председателем горсовета.
Иван Васильевич руководил городским Советом до декабря 1962 года. В этот период город стал центром Кирово-Чепецкого района (1960 год), а затем городом областного подчинения (1961 год). Ввод жилья в эти годы в составлял:
| Год    | 1954 | 1955 | 1956  | 1957  | 1959  | 1961 | 1962  |
| ------ | ---- | ---- | ----- | ----- | ----- | ---- | ----- |
| кв. м. | 5200 | 3530 | 10312 | 10760 | 12900 | 9574 | 15200 |

Строились школы и детские сады, спортивные сооружения. В 1959 году для трудоустройства женщин, переводимых из особо опасных производств, была открыта швейная фабрика. Тогда же завершилось строительство автодороги Кирово-Чепецк — Киров, что позволило создать автотранспортное предприятие и начать автобусное сообщение с областным центром. По инициативе горсовета работникам предприятий стали выделять земельные участки под садоводческие товарищества. В 1961 году началась газификация городских кварталов. Осуществлялось массовое озеленение городской территории. На протяжении многих лет Кирово-Чепецк признавался самым благоустроенным городом Кировской области.
После завершения работы в горсовете И. В. Потапов с 1963 по 1986 годы был начальником складского хозяйства КЧХК, которое под его руководством многократно расширило площади, было оснащено техническими средствами погрузочно-разгрузочных работ, получило централизованную систему учёта материальных ценностей и их доставки по подразделениям.
Иван Васильевич награждён орденом «Знак Почёта», медалями «За трудовую доблесть» и «За доблестный труд. В ознаменование 100-летия со дня рождения Владимира Ильича Ленина», бронзовой медалью ВДНХ.

### Уткин Валентин Васильевич (2007)
Валенти́н Васи́льевич У́ткин (9 апреля 1932, Моршанск, Центрально-Чернозёмная область (ныне в Тамбовской области) — 14 декабря 2008, Кирово-Чепецк, Кировская область) — инженер-химик, организатор химического производства, главный инженер (с 1978 по 1979 годы), затем директор (с 1979 по 1996 годы) ЗМУ КЧХК.

### Царёва Мина Бабаевна (2008)
Ми́на Баба́евна Царёва (урожд. Маме́дова, азерб. Мина Баба ҝызы Мəммəдoвa, род. 28 марта 1950, Коканд, Ферганская область, Узбекская ССР) — педагог, общественный деятель.
Родилась в Узбекистане, в одном из древнейших городов Ферганской долины — Коканде. Отец, азербайджанец, работал механиком на нефтяном месторождении, мать, еврейка, была инженером на военном заводе. Выросла в столице Азербайджана Баку, в 1967 году окончила среднюю школу и поступила учиться в Московский химико-технологический институт на специальность «электрохимия» (факультет технологии неорганических веществ). Получив диплом инженера-технолога химического производства, с августа 1973 по апрель 1974 года работала помощником мастера гальванического участка цеха № 3 Бакинского электромашиностроительного завода, а в августе 1974 года переехала с мужем в Кирово-Чепецк и была принята на химический комбинат, где работала старшим техником-химиком цеха № 82 (электролиз в хлорном производстве), затем инженером смены, инженером по опытным работам, старшим мастером, начальником реакторного отделения, инженером-технологом участка хлористого кальция цеха № 110.
В связи с эмиграцией в США её родных из Баку после погромов 1990 года, перешла в сентябре 1990 года из предприятия, относившегося к Министерству атомной энергетики и промышленности СССР, работать заместителем директора Кирово-Чепецкой гимназии № 1, где с 1995 года стала преподавать профильную и углублённую математику, в 1993 году получила высшую квалификационную категорию. Мина Бабаевна шесть раз становилась лауреатом премии Сороса.
М. Б. Царёва была депутатом Кирово-Чепецкой городской Думы первых трёх созывов, заслужив признательность и уважение горожан своей активной общественной позицией, активно участвовала в создании нормативно-правовой базы городского самоуправления.
С 2016 года проживает в подмосковном Красногорске.

### Родыгин Иван Петрович (2009)
Ива́н Петро́вич Роды́гин (3 июля 1935, деревня Малые Пигали, Волменский сельсовет, Просницкий район, Кировский край — 13 февраля 2024, Москва) — заслуженный тренер РСФСР, основоположник развития биатлона в Кирово-Чепецке, один из основоположников его развития в Кировской области.

### Федько Николай Иванович (2010)

Н. И. Федько

Никола́й Ива́нович Федько́ (укр. Микола Іванович Федько, 9 мая 1958, Либохора, Турковский район, Львовская область, Украинская ССР — 21 сентября 2013, Кирово-Чепецк, Кировская область) — благочинный Кирово-Чепецкого округа Вятской и Слободской епархии Русской православной церкви, настоятель церкви Всех святых, в земле Российской просиявших, митрофорный протоиерей.
Николай Иванович родился 9 мая 1958 года на Украине, в селе Либохора Турковского района (ныне в Самборском районе) Львовской области. После восьмого класса обучался в техникуме механизации сельского хозяйства в городе Каменка Бугская, затем до 1980 года служил в рядах Советской армии в войсках ПВО Забайкальского военного округа.
После завершения учёбы в Московской духовной семинарии с 1 июля 1981 года был принят на работу в Кировское епархиальное управление. 31 января 1982 года епископом Кировским и Слободским Хрисанфом рукоположён в сан диакона, назначен в штат Свято-Серафимовского собора города Кирова. 14 марта 1982 года был рукоположён в сан священника и 1 апреля назначен настоятелем Троицкой церкви села Быстрица Оричевского района, а 15 января 1985 года — настоятелем Троицкой церкви села Кстинино Кирово-Чепецкого района.
9 декабря 1988 года был назначен настоятелем Всехсвятской церкви города Кирово-Чепецка. Являлся членом Епархиального совета и Епархиального суда Вятской и Слободской епархии. С момента создания Кирово-Чепецкого благочиннического округа был благочинным одного из самых больших и значимых округов епархии, к 2012 году объединившему приходы Кирово-Чепецкого, Зуевского, Фалёнского, Богородского, Сунского и Верхошижемского районов Кировской области.
Скончался 21 сентября 2013 года. Был погребён возле алтаря Всехсвятского собора города Кирово-Чепецка, главного итога его жизни и служения.

### Израилев Игорь Борисович (2011)
И́горь Бори́сович Изра́илев (род. 11 января 1955, посёлок (ныне город) Ворсма, Павловский район, Горьковская область) — известный предприниматель, один из создателей отрасли мебельного производства в Кирово-Чепецке.
Родился в Горьковской (ныне — Нижегородской) области, в детстве семья переехала в Кирово-Чепецк, где окончил школу № 8. Трудовую деятельность начал токарем на Кирово-Чепецком химическом комбинате в 1974 году. В том же году поступил в Кировский политехнический институт, после окончания которого в 1978 году вернулся на химкомбинат, работал помощником мастера котельно-механического участка. С ноября 1979 по ноябрь 1981 года – работал в Кирово-Чепецком управлении строительства слесарем, позже — мастером управления промышленных предприятий. Затем, до 1990 года — вновь работал на ремонтно-механическом заводе КЧХК — помощником мастера заготовительного участка, старшим инженером по планированию в диспетчерском отделе, начальником производственно-диспетчерского отдела.
Был одним из первых, кто воспользовался новыми экономическими условиями, созданными в период «Перестройки» — коренных реформ и новой идеологии СССР, масштабных перемен в экономической и политической структурах страны. Вместе с единомышленниками в 1990 году создал при поддержке горкома ВЛКСМ молодёжный центр, имеющий право самостоятельной коммерческой деятельности. С 14 февраля 1990 года стал заместителем директора по производству Молодёжного центра № 5, с 1 августа 1992 года — генеральным директором предприятия «МЦ5 Групп».
В последующие годы компания достигла высочайших результатов в области производства мягкой мебели. Под руководством Игоря Борисовича были освоены принципиально новые технологии её производства (в создании мягких элементов и уникальных механизмов трансформации). Продукция под торговыми марками компании — «Möbel & Zeit» и «Формула дивана» — завоевала признание в стране и за рубежом, авторитет среди коллег в этой высоко конкурентной отрасли, она широко представлена на рынке, неоднократно удостаивалась высших наград российских и международных выставок.
Игорь Борисович неоднократно избирался депутатом Кирово-Чепецкой городской Думы, где возглавлял комитет по бюджету, является членом правления Вятской Торгово-Промышленной Палаты и членом правления Лиги предпринимателей Кировской области, участником двух Всероссийских Съездов предпринимателей среднего и малого бизнеса. С 2009 года он является членом Общественной палаты Кировской области.

### Попов Юрий Васильевич (2012)

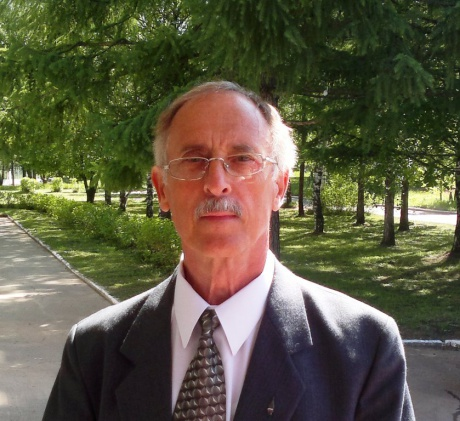
Ю. В. Попов

Ю́рий Васи́льевич Попо́в (род. 11 апреля 1942, посёлок Кожва, Кожвинский район, Коми АССР, ныне в муниципальном районе «Печора» Республики Коми) — член Союза журналистов СССР, автор идеи (эскиза) герба Кирово-Чепецка.
Окончил факультет декоративного оформления интерьера и экстерьера в архитектуре Ленинградского художественного училища имени В. А. Серова, после чего участвовал в оформлении Невского проспекта и Гостиного двора, работал в ГДР. В городе Кирово-Чепецке проживает с 1973 года. Работал художником-оформителем проектно-конструкторского отдела, художником-дизайнером участка благоустройства и эстетики, ведущим инженером-конструктором в группе подготовки проектной документации УКС КЧХК. Возглавленная им в 1981 году архитектурно-конструкторская группа УКСа во взаимодействии с ленинградским Бюро комплексного проектирования-6 осуществляла декоративно-монументальное оформление активно строящихся социально-бытовых объектов города, создавая его лицо. В 1987 году группе была присуждена премия комсомола Кировской области по литературе и искусству за оригинальные архитектурные решения. 
Ю. В. Попов всегда принимал активное участие в общественной жизни города, являлся членом градостроительного совета города, в течение 40 лет внештатно являлся социальным карикатуристом районной газеты «Кировец».
В 1990 году был удостоен звания лауреата городской премии им. Я. Ф. Терещенко.

### Гурьянов Александр Андреевич (2013)
Алекса́ндр Андре́евич Гурья́нов (род. 8 февраля 1953, посёлок Стройплощадка, Юсьвинский район, Коми-Пермяцкий национальный округ, Пермская область) — врач-хирург, заведующий 1-м хирургическим отделением ФГУЗ «МСЧ № 52» ФМБА России.
Родился в посёлке Стройплощадка, созданном в 1952 году при переносе Пожвинского машиностроительного завода на новое место в связи со строительством Камской ГЭС и наполнением Камского водохранилища (ныне — часть посёлка Пожва Юсьвинского района Коми-Пермяцкого округа Пермского края).
Окончил Пермский медицинский институт, в 1977—1979 годах являлся врачом-интерном хирургии в МСЧ № 1 и МСЧ № 7. С 1979 года является врачом-хирургом кирово-чепецкой МСЧ № 52. В 1985—1987 годах прошёл клиническую ординатуру по специальности «хирургия». С 1994 года стал заведующим хирургическим отделением. Является высококвалифицированным специалистом, владеет и успешно применяет на практике все виды оперативных вмешательств, большое внимание уделяет молодым специалистам и врачам-интернам, ведёт активную санитарно-просветительную работу с больными и средним медицинским персоналом. Является лауреатом Премии им. Я. Ф. Терещенко. Александр Андреевич награждён в 2002 году знаком Минздрава России «Отличнику здравоохранения». В 2023 году «за заслуги в области здравоохранения и многолетнюю добросовестную работу» удостоен почётного звания Заслуженный врач Российской Федерации.

### Мальцев Александр Иванович (2014)
Алекса́ндр Ива́нович Ма́льцев (род. 18 марта 1947, село Чудиново, Халтуринский, ныне Орловский, район Кировской области) — организатор и активный участник культурно-просветительской работы, киновед.
Трудовую деятельность начал учеником аппаратчика на Кирово-Чепецком химическом комбинате, затем работал аппаратчиком, мастером смены, инженером-технологом на «Заводе полимеров КЧХК».
Вся биография А. И. Мальцева связана с развитием культурных традиций городской среды Кирово-Чепецка. Он является активным участником деятельности городского дворца культуры «Дружба», был ведущим гастрольных программ, участником агитбригад, лектором общества «Знание» по популяризации культуры и классического искусства.
В 1983 году окончил Всесоюзный государственный институт кинематографии по специальности киноведение. Во время заочной учёбы во ВГИКе в 1980 году организовал киноклуб «Встреча» в городском кинотеатре «Восток». В течение 10 лет знакомил жителей города с лучшими образцами киноискусства. В 1990-х годах стал одним из лидеров общественного творческого объединения «Талисман». Его лекции и авторские вечера стали постоянной частью культурной жизни города.

### Глызина Нина Николаевна (2015)
Ни́на Никола́евна Глы́зина (урожд. Ворончи́хина, род. 4 сентября 1942, деревня Малый Конып Просницкого района Кировской области) — педагог, организатор патриотического воспитания молодёжи.
Родилась в семье Николая Филипповича и Лидии Павловны Ворончихиных. Отец, 1906 г.р., участник боёв на Халхин-Голе и советско-финляндской войны (1939—1940), был по ранению комиссован и в годы Великой Отечественной войны являлся председателем колхоза. Мать, 1911 г.р., была колхозницей. Нина стала в семье пятым из восьми переживших младенческие годы детей. В 1950 году пошла в Малоконыпскую семилетнюю школу, с 1958 по 1960 гг. обучалась в Просницкой средней школе в 8 км от дома, проживая зимой в школьном интернате. С 1960 года начала работать пионервожатой в Малоконыпской школе, в 1966 году заочно окончила географический факультет Кировского государственного педагогического института им. В. И. Ленина. Выйдя в том же году замуж, переехала в Кирово-Чепецк, став старшей пионервожатой и учителем географии в школе № 2 города Кирово-Чепецка (ныне — МКОУ «Центр образования имени Алексея Некрасова»), где в 1982 году была переведена на должность заместителя директора по учебно-воспитательной работе, затем продолжила работу учителем географии и педагогом дополнительного образования.
Более 40 лет посвятила педагогической деятельности, ведущим направлением которой стало гражданско-патриотическое воспитание подрастающего поколения. Созданный ею Школьный музей боевой славы, посвящённый истории формирования и боевого пути 1-я манёвренной воздушно-десантной бригады, сформированной в сентябре 1941 года в городе Зуевке из уроженцев Кировской (в основном) и Пермской областей и Удмуртии, добился всеобщего признания. Под руководством Нины Николаевны были организованы 11 поисковых экспедиций по местам боевой славы в Новгородскую область в район Демянска. Был собран и обработан большой объём информации об оставшихся в живых десантниках-земляках, созданы и оформлены экспозиции музея. На протяжении 30 лет она готовила экскурсоводов, активистов, краеведов-поисковиков, преданных своему делу. С 1995 года руководимый ею музей трижды становился победителем областного конкурса и Лауреатом Всероссийского конкурса школьных музеев, а в 2002 году был занесён в «Книгу Почёта» Всероссийской организации ветеранов (пенсионеров) войны, труда, вооружённых сил и правоохранительных органов, а также награждён знаком «Фронтовик 1941—1945». В 2010 году музей занял I место в областном смотре-конкурсе на лучший школьный музей Кировской области.
В 2010 году Нина Николаевна ушла на заслуженный отдых. Признанием её заслуг стало награждение медалью «За доблестный руд. В ознаменование 100-летия со дня рождения Владимира Ильича Ленина», знаком Министерства просвещения РСФСР «Отличник народного просвещения», многочисленными общественными наградами. В 2006 году она стала лауреатом городской премии имени Я. Ф. Терещенко.

### Зверев Борис Петрович (2016, посмертно)
Бори́с Петро́вич Зве́рев (13 (28) мая 1915, село Торхово, Тульский уезд, Тульская губерния, Российская империя — 17 декабря 1966, Москва) — инженер-химик, организатор советского химического производства, главный инженер Кирово-Чепецкого химического завода (завода 752) с 1951 по 1966 годы. Лауреат трёх Сталинских и Ленинской премий.

### Князьков Лев Иванович (2017)

Л. И. Князьков

Лев Ива́нович Князько́в (28 августа 1928, село Подольское, Костромской уезд, Костромская губерния — 24 декабря 2021, Кирово-Чепецк, Кировская область) — партийный и общественный деятель, первый секретарь Кирово-Чепецкого горкома КПСС с 1979 по 1988 годы.
Родился в семье служащего в селе Подольском (ныне в Красносельском районе Костромской области). Отец, Иван Иванович, и мать, Капитолина Михайловна (урождённая Степенина), являлись мастерами получившего в селе развитие ювелирного промысла; находясь после гражданской войны на советской работе, Иван Иванович в 1932—1934 годах учился во Всесоюзном учебном комбинате промышленной кооперации им. Молотова  (семья временно проживала в Ленинграде), в 1939 году стал председателем правления Костромской промысловой ювелирной артели.
В военные годы участвовал в сельскохозяйственных работах. Окончив в 1943 году семилетку, поступил в Костромской индустриальный техникум им. Л. Б. Красина (по специальности «электротехник»), после окончания которого в 1947 году был направлен в рабочий посёлок Кирово-Чепецкий на строящийся химический завод мастером-энергетиком. Службу в Советской Армии проходил в 1950—1954 годах в Северо-Кавказском военном округе, сначала в пулемётном расчёте, затем в отделении охраны контрразведки. В декабре 1951 года политотделом дивизии был принят в члены ВКП(б). 
После демобилизации вернулся на завод, работал начальником  смены, начальником подстанции, заместителем начальника и начальником цеха, помощником директора по кадрам, с 1974 года стал освобождённым заместителем секретаря, позже — секретарём заводского парткома КПСС. Параллельно окончил Всесоюзный заочный энергетический институт.
5 октября 1979 года был избран первым секретарём Кирово-Чепецкого горкома партии, возглавлял городскую партийную организацию до 1988 года, являлся делегатом XIX конференции КПСС.
После выхода на пенсию работал начальником секретной части цеха Кирово-Чепецкого химкомбината (1989—1991 годы), заведующим хозяйством, инженером по ремонту и строительству в Кирово-Чепецком районном узле связи (1992—1999 годы). С 2007 по 2012 годы возглавлял Кирово-Чепецкий городской местный исполнительный комитет ВПП «Единая Россия». Скончался в Кирово-Чепецке 24 декабря 2021 года.
Награждён орденами Трудового Красного  Знамени (1971 г.) и «Знак Почёта» (1976 г.), медалями «За трудовую доблесть» (1962 г.), «За доблестный труд. В ознаменование 100-летия со дня рождения Владимира Ильича Ленина» )1970г.), «Ветеран труда» (1986 г.), «За доблестный труд в Великой Отечественной войне 1941—1945 гг.» (1994 г.), памятной медалью Советского фонда мира (1978 г.), знаком «Ветеран атомной энергетики и промышленности». Является лауреатом городской премии имени Я. Ф. Терещенко (2010 г.).

### Медведков Виктор Иванович (2018)
Ви́ктор Ива́нович Медве́дков (род. 30 августа 1949, деревня Гостево, Поломский сельсовет, Просницкий район, Кировская область) — общественный деятель, депутат Законодательного собрания Кировской области IV и VI созывов.
В 1971 году окончил Кировский политехнический институт, получив специальность «инженер-химик-технолог». Трудовую деятельность начал на Заводе им. С. Орджоникидзе, в том же году был призван на службу в Советскую армию. После неё, в 1973 году вернулся в Кирово-Чепецк, приступил к работе на Кирово-Чепецком химическом заводе (с 1978 года — комбинате), прошёл путь от мастера смены до заместителя генерального директора по кадрам и социальному развитию. После приватизации предприятия в 2005—2007 годах являлся заместителем генерального директора по персоналу ОАО «КЧХК», с 7 июня по 19 декабря 2007 года был его последним генеральным директором.
После перехода в 2008 году 100 % акций ОАО «КЧХК» в собственность компании «Уралхим» стал заместителем генерального директора по персоналу филиала ООО «Управляющая компания «УРАЛХИМ» в Кирово-Чепецке, с 2009 года — директором представительства ООО УК «УРАЛХИМ» в городе Кирове, с 2010 года — директор представительства АО «Объединённая химическая компания „Уралхим“» в городе Кирове.
Посвятив большую часть трудовой биографии работе в кадровой службе градообразующего для Кирово-Чепецка предприятия, оказал колоссальное влияние на формирование, укрепление, профессиональную подготовку и социальную защищённость многотысячного коллектива.
Член ВПП «Единая Россия». Ранее избирался депутатом Кирово-Чепецкого городского Совета народных депутатов (1991—1995 годы).
Награждён медалью ордена «За заслуги перед Отечеством» II степени, является лауреатом городской премии имени Я. Ф. Терещенко (2003 год). В 2005 и 2008 годах награждён почётным знаком «Отличник Российской кадровой службы».

### Киселёв Сергей Николаевич (2019)
Серге́й Никола́евич Киселёв (род. 5 января 1959, посёлок Юрья, Юрьянский район, Кировская область) — предприниматель, общественный деятель, депутат Законодательного собрания Кировской области VI созыва.
В 1985 году окончил Кировский политехнический институт, получив специальность «инженер-электрик».
Трудовую деятельность начал в 1982 году на Кировском приборостроительном заводе электромонтёром. После окончания института в 1985—1990 годах работал в Кирово-Чепецком управлении строительства сначала механиком-электриком, позже инженером-энергетиком.
В 1990 году возглавил молодёжный центр «Прометей», в том же году организовал и возглавил малое предприятие «Чепецкнефтепродукт», в 1994 году реорганизованное в ООО «Чепецкнефтепродукт».
С 2002 года является президентом ООО «Движение-Нефтепродукт», одной из крупнейших многоотраслевых холдинговых компаний Кировской области. Одновременно с активным развитием бизнес-структуры постоянно осуществлял многогранную благотворительную деятельность и поддержку спорта.
Награждён медалью ордена «За заслуги перед Отечеством» II степени. В 2024 году удостоен почётного звания «Заслуженный предприниматель Кировской области». В 2025 году за помощь в восстановлении храмов был награждён орденом Преподобного Серафима Саровского III степени.

### Перевощиков Алексей Михайлович (2020, посмертно)
Алексе́й Миха́йлович Перево́щиков (11 (24) февраля 1905, село Усть-Чепца, Вятский уезд, Вятская губерния, Российская империя — 18 декабря 1988, Кирово-Чепецк, Кировская область) — фотохудожник.

### Ворончихин Николай Иванович (2021)
Никола́й Ива́нович Ворончи́хин (род. 4 июля 1950, деревня Малый Конып, Просницкий сельсовет, Просницкий район, Кировская область) — создатель и бессменный руководитель городской службы занятости населения, депутат Кирово-Чепецкой городской Думы III, IV и V созывов.
В 1973 году окончил Казанский авиационный институт (по специальности «авиационные двигатели») и был направлен на работу в город Омск в авиационное конструкторское бюро инженером-конструктором-расчётчиком. После срочной службы в рядах Советской Армии с 1980 года работал на Кирово-Чепецком электромашиностроительном заводе заместителем начальника автоматно-револьверного цеха; с 1983 по 1991 годы работал на ответственных должностях в партийных органах Кирово-Чепецка, избирался депутатом городского Совета народных депутатов (1987—1990 годы).
С 1991 года по настоящее время руководит государственным Центром занятости населения Кирово-Чепецкого района. Для успешного осуществления государственной службы дополнительно получил второе высшее образование (по специальности «теория социально-политических отношений») в Нижегородском социально-политическом институте.
Награждён медалью ордена «За заслуги перед Отечеством» II степени.

### Эльская Наталья Фёдоровна (2023)
Ната́лья Фёдоровна Э́льская (урожд. Нелюбо́вич; род. 1 ноября 1943, Горький, Горьковская область) — глава городского отделения «Союза женщин России», депутат Кирово-Чепецкой городской Думы II, III и IV созывов, заместитель председателя Думы II и III созывов.
В 1961 году окончила среднюю школу № 1 города Горького, затем курсы медицинских сестёр, работала в Горьковской областной станции переливания крови. В 1967 году пришла работать на Кирово-Чепецкий химический завод учеником лаборанта. За 34 года работы на предприятии, реорганизованного в 1978 году в химический комбинат, прошла трудовой путь до начальника лаборатории химического анализа, долгое время возглавляла цеховую профсоюзную организацию. В 1980 году окончила Московский областной политехникум в городе Электростали, готовящий специалистов для атомной отрасли.
В 2001 году была избрана депутатом городской Думы, на протяжении двух созывов являлась заместителем её председателя на постоянной основе. С 2002 года возглавляет городское отделение «Союза женщин России», под её руководством организована помощь людям, оказавшимся в трудной жизненной ситуации.
Является ветераном атомной энергетики и промышленности. В 2021 году удостоена звания лауреата городской премии имени Я. Ф. Терещенко.

### Мышкин Владимир Семёнович (2024)
Влади́мир Семёнович Мы́шкин (род. 19 июня 1955, Кирово-Чепецк, Кировская область) — советский хоккеист, вратарь, заслуженный мастер спорта СССР (1979), Заслуженный тренер  Российской Федерации (2007).

### Орлова Валентина Алексеевна (2025)
Валенти́на Алексе́евна Орло́ва (род. 29 августа 1925, Куженкино, Вышневолоцкий уезд, Тверская губерния) — ветеран Великой Отечественной войны.
Родилась в Куженкино, где располагались стратегические военные склады, созданные ещё для Русской императорской армии. С начала войны вместе с одноклассниками работала на складах, готовя к отправке снаряды и артиллерийские орудия. С началом битвы за Москву ребят ввели в личный состав 308-го лёгкого артиллерийского полка 144-й стрелковой дивизии 33-й армии, прикрепив к орудиям для подноса снарядов.
Закончив войну в Кёнигсберге, летом 1946-го года Валентина Орлова вернулась домой, в Калининскую область. В созданной ею семье родились четверо детей. В 1957 году семья переехала в Нововятск, в 1968 году — в Кирово-Чепецк. Валентина Алексеевна работала на химическом заводе, откуда вышла на пенсию.

### Фатеева Елизавета Алексеевна (2025)
Елизаве́та Алексе́евна Фате́ева (род. 16 апреля 1924, Сергиев, Московская губерния) — ветеран Великой Отечественной войны.
Родилась в городе Сергиев (название Сергиева Посада в 1919—1930 гг.) Сергиевского уезда Московской губернии в многодетной семье. С началом войны, будучи студентом-фармацевтом, поступила на службу в сформированный в здании Вифанской семинарии в мае 1942 года эвакогоспиталь 2652, передислоцированный с 1 августа 1943 года на Западный фронт, где разместился в городе Вязьме. Елизавета следила за комплектованием аптеки эвакогоспиталя, доставляла медикаменты. 24 апреля 1944 года госпиталь был отнесён к образованному 3-й Белорусскому фронту, располагался в деревне Шейкино под Вязьмой.
В послевоенное время работала фармацевтом, сначала в Вильнюсе, после замужества в 1947 году вместе с супругом переехала в Клайпеду, где муж служил в лагере военнопленных, восстанавливавших город. В семье родилось двое сыновей. В 1973 году семья переехала в Брянск, где они прожили 25 лет. Позднее старший сын перевёз Елизавету Алексеевну в Кирово-Чепецк.

### Фофанов Иван Иванович (2025)
Ива́н Ива́нович Фо́фанов (род. 17 января 1931, дер. Большой Канып, Просницкий район, Нижегородский край) — ветеран Великой Отечественной войны.
Родился в многодетной семье в деревне Большой Канып Прокудинского сельсовета (с 1939 г. утвердилось современное написание Б. Конып). Окончил 4 класса, затем вечернюю школу в районном центре Проснице. С января 1941 года устроился сначала учеником сапожника, а с мая сапожником в местную ремонтно-обувную артель. С ноября 1945 года работал учеником столяра, затем столяром в райпромкомбинате. С октября 1951 года по декабрь 1954 года проходил срочную службу во Внутренних войсках МВД СССР, являвшихся составной частью Вооружённых сил СССР, но подчинённых МВД СССР. Был направлен на Западную Украину для борьбы с бандитизмом, за заслуги в подавлении бандеровского подполья приравнен к участникам Великой Отечественной войны. После демобилизации вернулся на родину и работал столяром на Нововятском деревообрабатывающем комбинате (ПЯ 20, с 1960 г. — Нововятский лыжный комбинат, НЛК), с марта 1963 года — столяром-станочником в СМУ НЛК. В 1968 году переехал в Кирово-Чепецк, работал в ремонтно-строительных подразделениях химического завода, с 1976 по 1984 годы — в Кирово-Чепецком межсовхозном лесхозе, затем до 1997 года в УАТе Кирово-Чепецкого управления строительства. Воспитал сына и дочь.

### Хронологический список почётных граждан
| №     | Фамилия, Имя, Отчество                     | Год  | Годы жизни     | Профессиональная деятельность | Решение о присвоении |
| ----- | ------------------------------------------ | ---- | -------------- | --- | --- |
| 1—2   | Терещенко Яков Филимонович                 | 1968 | 1905—1975      | директор Кирово-Чепецкого химического завода, лауреат Ленинской премии | решение Кирово-Чепецкого городского Совета депутатов трудящихся от 18 июня 1968 года |
| 1—2   | Сачкова Нина Алексеевна                    | 1968 | 1919—1989      | главный врач Кирово-Чепецкой центральной районной больницы | решение Кирово-Чепецкого городского Совета депутатов трудящихся от 18 июня 1968 года |
| 3     | Макаренко Ефросинья Петровна               | 1974 | 1904—1979      | бывший директор Кирово-Чепецкой средней школы № 4, председатель Кирово-Чепецкого районного комитета защиты мира                                                                    | решение Кирово-Чепецкого городского Совета депутатов трудящихся от 26 февраля 1974 года |
| 4—6   | Бурдыгина Галина Михайловна                | 1980 | 1924—2001      | начальник цеха № 33 Кирово-Чепецкого химического завода | постановление бюро Кирово-Чепецкого горкома КПСС и исполкома Кирово-Чепецкого городского Совета народных депутатов от 26 марта 1980 года |
| 4—6   | Куличик Иван Никифорович                   | 1980 | 1927—2001      | бригадир каменщиков СМУ-2 Кирово-Чепецкого управления строительства | постановление бюро Кирово-Чепецкого горкома КПСС и исполкома Кирово-Чепецкого городского Совета народных депутатов от 26 марта 1980 года |
| 4—6   | Созонтов Леонид Семёнович                  | 1980 | 1927—2010      | электрослесарь Кировской ТЭЦ-3 | постановление бюро Кирово-Чепецкого горкома КПСС и исполкома Кирово-Чепецкого городского Совета народных депутатов от 26 марта 1980 года |
| 7     | Векшин Евгений Анатольевич                 | 1987 | 1927—2006      | заместитель начальника Кирово-Чепецкого управления строительства | решение Кирово-Чепецкого городского Совета народных депутатов от 25 декабря 1987 года |
| 8     | Калинин Юрий Николаевич                    | 1990 | 1930—2018      | директор Кировской ТЭЦ-3 | решение Кирово-Чепецкого городского Совета народных депутатов от 3 июля 1990 года |
| 9     | Шальнов Юрий Васильевич                    | 1996 | 1929—2000      | главный инженер ОАО «Кирово-Чепецкий химический комбинат имени Б. П. Константинова», Заслуженный работник промышленности СССР                                                      | постановление администрации города Кирово-Чепецка от 11 июня 1996 года № 93 |
| 10    | Брылин Леонид Тимофеевич                   | 1998 | 1933—2018      | директор Кирово-Чепецкой детской художественной школы | решение Кирово-Чепецкой городской Думы от 23 декабря 1998 года № 19/128 |
| 11    | Мальцев Александр Николаевич               | 1999 | род. 1949 г.   | заслуженный мастер спорта СССР, двукратный олимпийский чемпион по хоккею с шайбой, многократный чемпион мира и Европы                                                              | решение Кирово-Чепецкой городской Думы от 24 февраля 1999 года № 5/23 |
| 12    | Мальцев Григорий Тимофеевич                | 1999 | 1924—2017      | председатель Кирово-Чепецкого городского Совета ветеранов войны, труда, Вооружённых Сил и правоохранительных органов                                                               | решение Кирово-Чепецкой городской Думы от 30 июня 1999 года № 11/90 |
| 13    | Субботина Зинаида Алексеевна               | 2004 | 1924—2015      | ветеран педагогического труда, Народный учитель СССР | решение Кирово-Чепецкой городской Думы от 27 октября 2004 года № 13/94 |
| 14    | Бабко Георгий Иванович                     | 2005 | 1930—2013      | директор Кирово-Чепецкой детской музыкальной школы, Заслуженный работник культуры Российской Федерации                                                                             | решение Кирово-Чепецкой городской Думы от 24 августа 2005 года № 11/69 |
| 15    | Потапов Иван Васильевич                    | 2006 | 1926—2007      | бывший председатель исполкома Кирово-Чепецкого городского Совета депутатов трудящихся                                                                                              | решение Кирово-Чепецкой городской Думы от 29 ноября 2006 года № 19/127 |
| 16    | Уткин Валентин Васильевич                  | 2007 | 1932—2008      | бывший директор завода минеральных удобрений ОАО «Кирово-Чепецкий химический комбинат имени Б. П. Константинова», Заслуженный химик Российской Федерации                           | решение Кирово-Чепецкой городской Думы от 25 апреля 2007 года № 5/86 |
| 17    | Царёва Мина Бабаевна                       | 2008 | род. 1950 г.   | учитель гимназии № 1 города Кирово-Чепецка, депутат трёх созывов Кирово-Чепецкой городской Думы                                                                                    | решение Кирово-Чепецкой городской Думы от 14 мая 2008 года № 5/58 |
| 18    | Родыгин Иван Петрович                      | 2009 | род. 1935 г.   | Заслуженный тренер РСФСР по биатлону | решение Кирово-Чепецкой городской Думы от 27 мая 2009 года № 9/76 |
| 19    | Федько Николай Иванович                    | 2010 | 1958—2013      | благочинный Кирово-Чепецкого округа Вятской и Слободской епархии Русской православной церкви, настоятель церкви Всех святых, в земле Российской просиявших, митрофорный протоиерей | решение Кирово-Чепецкой городской Думы от 26 мая 2010 года № 7/54 |
| 20    | Израилев Игорь Борисович                   | 2011 | род. 1955 г.   | генеральный директор ЗАО «МЦ-5», член Общественной палаты Кировской области | решение Кирово-Чепецкой городской Думы от 18 мая 2011 года № 4/17 за значительные достижения в освоении новых технологий в области производства мягкой мебели, способствующие укреплению и развитию города Кирово-Чепецка, росту его авторитета в Российской Федерации и за рубежом        |
| 21    | Попов Юрий Васильевич                      | 2012 | род. в 1942 г. | художник-оформитель, автор идеи (эскиза) герба Кирово-Чепецка | решение Кирово-Чепецкой городской Думы от 16 мая 2012 года № 7/32 за большой вклад в разработку геральдики города Кирово-Чепецка, историческое наследие города, активную гражданскую позицию, воспитание патриотизма и чувства верности историческим и культурным традициям                |
| 22    | Гурьянов Александр Андреевич               | 2013 | род. 1953 г.   | врач-хирург, заведующий 1-м хирургическим отделением ФГУЗ «МСЧ № 52» ФМБА России                                                                                                   | решение Кирово-Чепецкой городской Думы от 28 августа 2013 года № 10/49 за верность избранному делу и врачебному долгу, заслуги и высокое мастерство в профессиональной деятельности, искреннюю заботу о здоровье пациентов, весомый вклад в развитие здравоохранения города Кирово-Чепецка |
| 23    | Мальцев Александр Иванович                 | 2014 | род. 1947 г.   | киновед, пропагандист киноискусства, инженер-технолог ООО «ГалоПолимер Кирово-Чепецк»                                                                                              | решение Кирово-Чепецкой городской Думы от 3 сентября 2014 года № 10/67 за значительные заслуги перед жителями города Кирово-Чепецка в сфере общественной деятельности по развитию культуры                                                                                                 |
| 24    | Глызина Нина Николаевна                    | 2015 | род. 1942 г.   | педагог, основатель Музея Боевой Славы МКОУ «Центр образования имени Алексея Некрасова» (ранее — школы № 2), организатор поисковых отрядов                                         | решение Кирово-Чепецкой городской Думы от 26 августа 2015 года № 10/56 за многолетний труд, создание Музея Боевой Славы, организацию поисковых отрядов и большой личный вклад в гражданско-патриотическое воспитание молодёжи города Кирово-Чепецка                                        |
| 25    | Зверев Борис Петрович (посмертно)          | 2016 | 1915—1966      | инженер-химик, главный инженер Кирово-Чепецкого химического завода (завода 752) с 1951 по 1966 годы, лауреат трёх Сталинских и Ленинской премий                                    | решение Кирово-Чепецкой городской Думы от 31 августа 2016 года № 9/54 за огромный личный вклад в развитие и становление химической отрасли промышленности Советского Союза, строительство химического завода и города Кирово-Чепецка                                                       |
| 26    | Князьков Лев Иванович                      | 2017 | род. 1928 г.   | первый секретарь Кирово-Чепецкого горкома КПСС (1979—1988), секретарь Кирово-Чепецкого городского местного исполкома ВПП «Единая Россия» (2007—2012)                               | решение Кирово-Чепецкой городской Думы от 30 августа 2017 года № 9/50 за значительный вклад в создание и развитие города Кирово-Чепецка, активное участие в общегородских общественно-политических и культурных мероприятиях                                                               |
| 27    | Медведков Виктор Иванович                  | 2018 | род. 1949 г.   | директор представительства АО «Объединённая химическая компания „Уралхим“» в городе Кирове, ранее многолетний руководитель кадровой службы Кирово-Чепецкого химического комбината  | решение Кирово-Чепецкой городской Думы от 29 августа 2018 года № 10/56 за значимый личный вклад в укрепление и развитие города Кирово-Чепецка |
| 28    | Киселёв Сергей Николаевич                  | 2019 | род. 1959 г.   | президент ООО «Двидение-нефтепродукт» | решение Кирово-Чепецкой городской Думы от 21 августа 2019 года № 9/41 за значимый личный вклад в укрепление и развитие города Кирово-Чепецка |
| 29    | Перевощиков Алексей Михайлович (посмертно) | 2020 | 1905—1988      | фотохудожник | решение Кирово-Чепецкой городской Думы от 26 августа 2020 года № 8/26 за выдающийся вклад в развитие мировой художественной фотографии |
| 30    | Ворончихин Николай Иванович                | 2021 | род. 1950 г.   | директор Кировского областного государственного казённого учреждения Центр занятости населения Кирово-Чепецкого района                                                             | решение Кирово-Чепецкой городской Думы от 25 августа 2021 года № 10/45 за личный вклад в развитие трудоустройства в городе Кирово-Чепецке |
| 31    | Эльская Наталья Фёдоровна                  | 2023 | род. 1943 г.   | руководитель городского отделения «Союза женщин России» | решение Кирово-Чепецкой городской Думы от 30 августа 2023 года № 10/3 за содействие повышению статуса женщин в обществе, их роли в жизни города Кирово-Чепецка |
| 32    | Мышкин Владимир Семёнович                  | 2024 | род. 1955 г.   | заслуженный мастер спорта СССР, олимпийский чемпион по хоккею с шайбой, многократный чемпион мира и Европы                                                                         | решение Кирово-Чепецкой городской Думы от 28 августа 2024 года № 10/40 за большой вклад в развитие хоккея в России и в городе Кирово-Чепецке |
| 33—35 | Орлова Валентина Алексеевна                | 2025 | род. 1925 г.   | участники Великой Отечественной войны | решение Кирово-Чепецкой городской Думы от 26 марта 2025 года № 3/18 |
| 33—35 | Фатеева Елизавета Алексеевна               | 2025 | род. 1924 г.   | участники Великой Отечественной войны | решение Кирово-Чепецкой городской Думы от 26 марта 2025 года № 3/19 |
| 33—35 | Фофанов Иван Иванович                      | 2025 | род. 1931 г.   | участники Великой Отечественной войны | решение Кирово-Чепецкой городской Думы от 26 марта 2025 года № 3/20 |

## Лауреаты премии имени Я. Ф. Терещенко
Учреждённая в 1989 году городская премия была названа в честь Якова Филимоновича Терещенко, директора Кирово-Чепецкого химического завода в годы его становления (1947—1974), признанного «отца города».
Положение о премии имени Я. Ф. Терещенко впервые было утверждено Кирово-Чепецким горкомом КПСС 22 февраля 1989 года и после этого неоднократно уточнялось в соответствие с изменением системы муниципального управления.
Звание лауреата премии не присваивалось только в 1991, 1998 и 2001 годах.
В настоящее время звание «Лауреат премии имени Я. Ф. Терещенко» присваивается гражданам за деятельность по развитию экономики, науки, техники, культуры, искусства, воспитанию и образованию, здравоохранению, охране окружающей среды, обеспечению законности, правопорядка и общественной безопасности и иной деятельности на благо города Кирово-Чепецка.
С 2025 года присвоение звания «Лауреат премии имени Я. Ф. Терещенко» производится к установленной юбилейной дате празднования Дня города (70 лет и далее каждые 5 лет). Ходатайство о присвоении данного звания возбуждается коллективами организаций, органами местного самоуправления города Кирово-Чепецка.

### Лауреаты премии в алфавитном порядке
| - Абашева Р. Н. (2011) - Абрамов О. Б. (2009) - Анисимова Л. Ф. (1989) - Бармин П. Д. (1995) - Баталина Л. В. (2002) - Брагина И. Б. (1996) - Бровцын А. А. (2004) - Бронников Ю. А. (2016) - Брылин Л. Т. (1993) - Вараксин С. А. (2018) - Варанкин А. Ф. (1994) - Ведерников И. А. (1996) - Векшин Е. А. (1994) - Верба А. Р. (1995) - Верстаков В. А. (2013) - Вертунов П. Т. (1995) - Вишневский В. А. (2017) - Ворожцова Т. А. (1993) - Глызина Н. Н. (2006) - Гоголев Н. М. (1994) - Гончаров В. В. (2024) - Голубев А. Н. (2009) - Гризодубов Г. В. (1993) - Гуляева Л. Ф. (1994) | - Гунбина Л. П. (2000) - Гурьянов А. А. (2009) - Дегтярёва И. А. (2020) - Дедов А. С. (1999) - Дедова О. Г. (2015) - Долгих Ю. Г. (2022) - Дрождин Б. И. (2000) - Дубовцев В. А. (2015) - Ежонков Г. Н. (2013) - Жуйков В. Г. (2018) - Жуйков Е. Л. (1989) - Жуйкова В. В. (1994) - Загайнова Е. Н. (2014) - Захаров В. Ю. (2004) - Захарова В. М. (1992) - Захарченко А. В. (2023) - Землюкова Г. Н. (2017) - Зуб В. В. (1996) - Израилев И. Б. (2000) - Ицкович Е. Л. (2012) - Калинин Ю. Н. (1993) - Карпиков В. И. (2005) - Карпин В. Г. (1995) - Квач В. А. (1993) | - Киселевич П. В. (2006) - Климова С. В. (2006) - Князьков Л. И. (2010) - Козлова Н. А. (1989) - Колеватова В. П. (1996) - Колесниченко И. Н. (1995) - Колодкина Т. Г. (1993) - Колупаева В. А. (2018) - Коршунова О. П. (1992) - Кочнев Н. И. (2021) - Кстенин Н. Н. (1996) - Кувшинова Е. Л. (2023) - Кузнецова И. А. (1994) - Кузьмин В. В. (2006) - Кулакова Т. Н. (2000) - Логинов Н. Д. (1997) - Локотош М. М. (2005) - Мальцев А. И. (2007) - Мальцев Г. Т. (1994) - Мальцева В. В. (2012) - Мальцева Л. С. (2020) - Маринченко Н. И. (2005) - Масляков А. И. (2008) - Матвеев А. П. (2019) | - Мачехин Г. Н. (2005) - Медведков В. И. (2003) - Менжелевский Е. И. (2006) - Митюков С. Г. (2023) - Мордовченко И. В. (2013) - Опалева З. И. (1994) - Осипов А. П. (1990) - Перевощикова Л. Д. (1995) - Плехов В. Л. (2005) - Плотникова В. П. (2016) - Плюснин В. Б. (2003) - Плюснин В. И. (2007) - Погудин А. А. (1993) - Пономарёва Т. С. (2005) - Попов Ю. В. (1990) - Преснецов А. А. (2005) - Прокашев В. А. (2010) - Прокашев В. В. (2007) - Прокашев В. Н. (1996) - Работинский И. Н. (2000) - Савина Е. М. (2015) - Салтанов В. И. (2004) - Сафронова Н. Г. (2022) - Свежакова С. Н. (1992) | - Северюхин В. Л. (2020) - Северюхина М. М. (2005) - Ситников С. Я. (1996) - Скорб Т. Н. (2019) - Созонтова Е. А. (1989) - Сучков В. А. (1995) - Сыкчин Ю. И. (2017) - Татьянников В. М. (1989) - Усков А. В. (2011) - Уткин В. В. (2002) - Фещенко П. П. (2010) - Ходырев А. П. (2005) - Хрулёв Е. А. (2006) - Хрулёва Л. М. (2011) - Царьков В. Г. (1994) - Чеканов А. Н. (2022) - Чувашев Н. И. (2021) - Чувашева Л. А. (1993) - Чураков П. И. (2012) - Широков Ю. Е. (1996) - Широкова Г. Н. (2014) - Эльская Н. Ф. (2021) - Юдинцев А. П. (1995) - Юхновец К. И. (2014) |

### Список лауреатов премии
- Сведения о профессиональной деятельности указаны на момент присуждения городской премии.
- Сведения о присвоении государственного почётного звания указаны курсивом (с указанием в скобках года) в случае его присвоения позже присуждения Городской премии имени Я. Ф. Терещенко.

#### 1989
- Анисимова Людмила Фёдоровна — тренер по плаванию спортивного комплекса «Олимпия», Заслуженный тренер России
- Жуйков Евгений Леонидович — заместитель редактора газеты «Кировец», руководитель литературного клуба «Поиск», Заслуженный работник культуры Российской Федерации (2010)
- Козлова Наталья Андреевна — тренер по плаванию спортивного комплекса «Олимпия», Заслуженный тренер России
- Созонтова Екатерина Алексеевна — доярка совхоза «Поломский», мастер 1 класса
- Татьянников Виктор Михайлович — старший механик управления строительной механизации Кирово-Чепецкого управления строительства

#### 1990
- Осипов Адольф Павлович — заведующий первым хирургическим отделением Медико-санитарной части № 52, Заслуженный врач РСФСР
- Попов Юрий Васильевич (➤) — руководитель архитектурной группы Управления капитального строительства ОАО «Кирово-Чепецкий химический комбинат имени Б. П. Константинова»

#### 1992
- Захарова Валентина Михайловна — кандидат в мастера спорта, призёр зоны РСФСР, чемпионка ЦС ФиС, чемпионка области, чемпионка РСФСР 1991 года, участница чемпионата СССР по летнему многоборью ГТО, призёр чемпионата России по зимнему многоборью ГТО
- Коршунова Ольга Петровна — учитель географии и биологии школы-гимназии № 9 города Кирово-Чепецка, победитель городского конкурса «Учитель года», призёр областного конкурса «Учитель года — 1992»
- Свежакова Светлана Николаевна — режиссёр народного коллектива театра «Современник» — лауреата 1 и 2 фестивалей самодеятельного народного творчества, дипломант за лучшее режиссёрское решение спектакля

#### 1993
- Брылин Леонид Тимофеевич (➤) — директор Кирово-Чепецкой детской художественной школы
- Ворожцова Татьяна Александровна — начальник лаборатории охраны окружающей среды ОАО «Кирово-Чепецкий химический комбинат имени Б. П. Константинова»
- Гризодубов Гурий Владимирович — начальник отделения уголовного розыска Кирово-Чепецкого РОВД
- Калинин Юрий Николаевич (➤) — директор Кировской ТЭЦ-3
- Квач Вера Александровна — кондитер Кирово-Чепецкого хлебокомбината
- Колодкина Таисия Георгиевна — учитель средней школы № 3 города Кирово-Чепецка, Заслуженный учитель Российской Федерации
- Погудин Алексей Александрович — заведующий отделением анестезиологии и реанимации Медико-санитарной части № 52
- Чувашева Лина Александровна — начальник участка управления отделочных работ строительно-промышленного акционерного общества «Кирово-Чепецкое управление строительства», Заслуженный строитель Российской Федерации

#### 1994
- Варанкин Александр Филиппович — директор ПО «Ресурс»
- Векшин Евгений Анатольевич (➤) — ведущий инженер производственно-диспетчерского отдела управления Строительно-промышленного акционерного общества «Кирово-Чепецкое управление строительства»
- Гоголев Николай Матвеевич — архитектор, главный инженер проекта по городу Кирово-Чепецку
- Гуляева Людмила Фёдоровна — заместитель главного врача Кирово-Чепецкой центральной районной больницы
- Жуйкова Валентина Викентьевна — директор средней школы № 11 города Кирово-Чепецка, Заслуженный учитель Российской Федерации (2002)
- Кузнецова Ираида Александровна — редактор газеты «Кировец», Заслуженный работник культуры Российской Федерации (1997)
- Мальцев Григорий Тимофеевич (➤) — председатель Кирово-Чепецкого городского Совета ветеранов
- Опалева Зинаида Ивановна — директор Кирово-Чепецкой городской централизованной библиотечной системы
- Царьков Валентин Георгиевич — начальник проектно-конструкторского отдела ОАО «Кирово-Чепецкий химический комбинат имени Б. П. Константинова», председатель фотоклуба «Двуречье», Заслуженный конструктор Российской Федерации (2002)

#### 1995
- Бармин Пётр Дмитриевич — руководитель фотостудии средней школы № 11 города Кирово-Чепецка
- Верба Александр Романович — генеральный директор строительно-промышленного акционерного общества «Кирово-Чепецкое управление строительства», Заслуженный строитель РСФСР
- Вертунов Павел Тихонович — старший тренер отделения греко-римской борьбы СДЮСШОР с/к «Олимпия», Заслуженный тренер России
- Карпин Владимир Гаврилович — директор средней школы № 4 города Кирово-Чепецка
- Колесниченко Иван Николаевич — заместитель председателя Кирово-Чепецкого городского Совета ветеранов, лауреат Премии Совета Министров СССР
- Перевощикова Любовь Дмитриевна — заведующая стоматологической поликлиникой Медико-санитарной части № 52
- Сучков Вадим Алексеевич — заместитель генерального директора ОАО «Кирово-Чепецкий химический комбинат имени Б. П. Константинова» по капитальному строительству, Заслуженный строитель Российской Федерации, лауреат Премии Правительства Российской Федерации
- Юдинцев Анатолий Петрович — мастер цеха тепловой автоматики и измерений Кировской ТЭЦ-3

#### 1996
- Брагина Ирина Борисовна — инструктор по плаванию детского комбината № 28 города Кирово-Чепецка
- Ведерников Игорь Александрович — начальник управления строительной механизации строительно-промышленного акционерного общества «Кирово-Чепецкое управление строительства», Заслуженный строитель Российской Федерации (1997)
- Зуб Виктор Владимирович — заместитель генерального директора по коммерческим вопросам ОАО «Кирово-Чепецкий химический комбинат имени Б. П. Константинова»
- Колеватова Валентина Павловна — инженер по подготовке технологии производства 2 района теплосетей
- Кстенин Николай Николаевич — директор МП ВКХ
- Прокашев Владимир Николаевич — краевед, заведующий Кирово-Чепецким краеведческим музеем
- Ситников Сергей Яковлевич — председатель совета ветеранов строительно-промышленного акционерного общества «Кирово-Чепецкое управление строительства»
- Широков Юрий Евгеньевич — генеральный директор промышленно-коммерческой фирмы «Абрис»

#### 1997
- Логинов Николай Дмитриевич — директор завода минеральных удобрений ОАО «Кирово-Чепецкий химический комбинат имени Б. П. Константинова», лауреат Премии Правительства Российской Федерации, Заслуженный химик Российской Федерации (2000)

#### 1999
- Дедов Алексей Сергеевич — технический директор (первый заместитель генерального директора) ОАО «Кирово-Чепецкий химический комбинат имени Б. П. Константинова», лауреат Премии Совета Министров СССР и Премии Правительства Российской Федерации, Заслуженный химик Российской Федерации (2002)

#### 2000
- Гунбина Людмила Павловна — учитель математики МОУ «Средняя общеобразовательная школа № 6 города Кирово-Чепецка Кировской области»
- Дрождин Борис Иванович — генеральный директор ОАО «Кирово-Чепецкий химический комбинат имени Б. П. Константинова»
- Израилев Игорь Борисович (➤) — генеральный директор ЗАО «МЦ-5»
- Кулакова Тамара Николаевна — мастер очистных сооружений МУП ВКХ
- Работинский Иван Николаевич — кузнец на молотах и прессах 6 разряда ремонтно-механического завода ОАО «Кирово-Чепецкий химический комбинат имени Б. П. Константинова»

#### 2002
- Баталина Лариса Васильевна — тренер-преподаватель МОУ ДОД «Детско-юношеская спортивная школа № 1 города Кирово-Чепецка Кировской области»
- Уткин Валентин Васильевич — референт генерального директора ОАО «Кирово-Чепецкий химический комбинат имени Б. П. Константинова», Заслуженный химик Российской Федерации, лауреат Государственной премии СССР и Премии Правительства Российской Федерации

#### 2003
- Медведков Виктор Иванович (➤) — заместитель генерального директора по кадрам и социальному развитию ОАО «Кирово-Чепецкий химический комбинат имени Б. П. Константинова»
- Плюснин Виктор Борисович — директор ОАО «Городской молочный завод»

#### 2004
- Бровцын Анатолий Алексеевич — фотокорреспондент газеты «Кировец»
- Захаров Владимир Юрьевич — генеральный директор ОАО «Кирово-Чепецкий химический комбинат имени Б. П. Константинова», Заслуженный технолог Российской Федерации, дважды лауреат Премии Правительства Российской Федерации
- Салтанов Владимир Ильич — директор ГОУ СПО «Вятский автомобильно-промышленный колледж», Заслуженный учитель Российской Федерации

#### 2005
- Карпиков Владимир Ильич — директор по качеству ОАО «ВЭЛКОНТ»
- Локотош Микуляш Викторович — директор Кирово-Чепецкого городского Центра культуры и досуга, Заслуженный работник культуры Российской Федерации
- Маринченко Николай Иванович — председатель объединённого комитета профсоюза первичной профсоюзной организации ОАО «Кирово-Чепецкий химический комбинат имени Б. П. Константинова»
- Мачехин Георгий Николаевич — заместитель генерального директора по общим вопросам ОАО Кирово-Чепецкий химический комбинат имени Б. П. Константинова», лауреат Премии Правительства Российской Федерации
- Плехов Валерий Леонидович — заместитель начальника по поликлиническому разделу ФГУЗ «Медико-санитарная часть № 52» ФМБА России
- Пономарёва Татьяна Семёновна — маляр ООО «ЖЭК № 7»
- Преснецов Александр Анатольевич — глава администрации города Кирово-Чепецка
- Северюхина Марионелла Михайловна — главный бухгалтер Кировской ТЭЦ-3
- Ходырев Александр Петрович — директор МОУ «Гимназия № 1 города Кирово-Чепецка Кировской области»

#### 2006
- Глызина Нина Николаевна (➤) — учитель географии МОУ «Средняя общеобразовательная школа № 2 города Кирово-Чепецка Кировской области»
- Киселевич Пётр Викторович — заместитель директора по новой технике и техническому развитию ООО «Завод минеральных удобрений Кирово-Чепецкого химического комбината», лауреат Премии Правительства Российской Федерации
- Климова Светлана Васильевна — старший воспитатель МДОУ «Центр развития ребёнка — детский сад компенсирующего вида „Надежда“ г. Кирово-Чепецка Кировской области»
- Кузьмин Владимир Викторович — директор ОСП ТЭЦ-3 Кировского филиала ОАО «ТГК-5»
- Менжелевский Евгений Иванович — заместитель директора по экономике и финансам ООО «Завод полимеров Кирово-Чепецкого химического комбината»
- Хрулёв Евгений Алексеевич — заместитель начальника ФГУЗ «Медико-санитарная часть № 52» ФМБА России

#### 2007
- Мальцев Александр Иванович (➤) — инженер-технолог производства соединений фтора, аммиачно-холодильных установок ООО «Завод полимеров Кирово-Чепецкого химического комбината»
- Плюснин Владимир Ильич — мастер производственного обучения управления ООО «Завод минеральных удобрений Кирово-Чепецкого химического комбината», Заслуженный химик Российской Федерации
- Прокашев Владимир Валерьевич — директор МОУ ДОД «Детская музыкальная школа города Кирово-Чепецка Кировской области»

#### 2008
- Масляков Александр Иванович — директор представительства ОАО «Центральное производственно-комплектовочное предприятие „Оборонпромкомплекс“», Заслуженный химик Российской Федерации, лауреат Государственной премии СССР и Премии Правительства Российской Федерации

#### 2009
- Абрамов Олег Борисович — советник директора по науке и техническому развитию ЗАО «Завод минеральных удобрений Кирово-Чепецкого химического комбината», лауреат Премии Совета министров СССР и Премии Правительства Российской Федерации
- Голубев Артур Николаевич — консультант по техническому развитию технического отдела управления ООО «Завод полимеров Кирово-Чепецкого химического комбината», Заслуженный изобретатель Российской Федерации, лауреат Премии Совета министров СССР и Премии Правительства Российской Федерации
- Гурьянов Александр Андреевич (➤) — заведующий хирургическим отделением, врач-хирург ФГУЗ «Медико-санитарная часть № 52» ФМБА России.

#### 2010
- Князьков Лев Иванович (➤) — руководитель местного исполкома Кирово-Чепецкого городского отделения политической партии «Единая Россия», бывший первый секретарь Кирово-Чепецкого горкома КПСС («за активное участие в общественной и политической жизни города Кирово-Чепецка»)[110]
- Прокашев Валерий Алексеевич — мастер производственного обучения ГОУ НПО «Профессиональное училище № 6» («за большой вклад в формировании профессионализма у обучающихся в системе профобразования»)[111]
- Фещенко Пётр Прокофьевич — член президиума Кирово-Чепецкого городского совета ветеранов войны, труда, Вооружённых Сил и правоохранительных органов, Заслуженный юрист РСФСР («за активную профессиональную и общественную деятельность в обеспечении законности и правопорядка города Кирово-Чепецка»)[112]

#### 2011
- Абашева Римма Николаевна — методист методического кабинета Управления образованием администрации муниципального образования «Город Кирово-Чепецк Кировской области» («за большой личный вклад в развитие системы образования города Кирово-Чепецка и Кировской области»)[113]
- Усков Алексей Владимирович — тренер-преподаватель по лыжным гонкам МОУ ДОД «Специализированная детско-юношеская спортивная школа олимпийского резерва города Кирово-Чепецка Кировской области» («за большой личный вклад в подготовке победителей первенства мира среди молодёжи по лыжным гонкам и 3-х кратного чемпиона Всемирной Универсиады 2011 года по лыжным гонкам»)[114]
- Хрулёва Лидия Михайловна — заведующая детской поликлиникой ФГУЗ «Медико-санитарная часть № 52» ФМБА России («за большой личный вклад и многолетний добросовестный труд по охране здоровья детского населения города Кирово-Чепецка»)[115]

#### 2012
- Ицкович Елена Леонидовна — преподаватель МКОУ ДОД «Детская школа искусств города Кирово-Чепецка Кировской области» («за многолетний  плодотворный труд, высокий профессионализм, большой вклад в музыкальное обучение и эстетическое воспитание подрастающего поколения»)[116]
- Мальцева Валентина Васильевна — член президиума Кирово-Чепецкого городского совета ветеранов (пенсионеров) войны, труда, Вооружённых Сил и правоохранительных органов Кировской области («за большую работу в ветеранском движении города Кирово-Чепецка, участие в решении социальных проблем, возникающих в жизни ветеранов, вдов фронтовиков»)[117]
- Чураков Павел Иванович — кузнец ручной ковки МУП «Коммунальное хозяйство» («за особые заслуги по разработке, освоению и внедрению новейших технологий, форм и методов труда, дающих значительный экономический эффект, улучшающих качество услуг, предоставляемых населению города Кирово-Чепецка»)[118]

#### 2013
- Верстаков Валерий Афанасьевич — член Союза художников России, преподаватель Кирово-Чепецкой детской художественной школы («за многолетний добросовестный труд, большой личный вклад в художественно-эстетическое воспитание подрастающего поколения города Кирово-Чепецка»)[119]
- Ежонков Геннадий Николаевич — основатель детского дзюдо в Кирово-Чепецке, преподаватель ДЮСШ-1, вице-президент Кировской региональной федерации дзюдо, председатель областной коллегии судей по дзюдо («за высокие спортивные достижения, за популяризацию здорового образа жизни, привлечения к активным занятиям физической культурой и спортом подрастающего поколения города Кирово-Чепецка»)[120]
- Мордовченко Ирина Владимировна — многодетная мать, воспитывающая семерых приёмных детей («за достойное воспитание детей, укрепление семейных традиций и ценностей, большой вклад в развитие института приёмной семьи в городе Кирово-Чепецке»)[121]

#### 2014
- Загайнова Елена Николаевна — главный хранитель МАУК «Музейно-выставочный центр» города Кирово-Чепецка («за многолетний добросовестный труд, большой личный вклад в сохранение и преумножение культурных традиций Вятского края, изучение и пропаганду историко-культурного наследия города Кирово-Чепецка, формирование чувство патриотизма у подрастающего поколения»)[122]
- Широкова Галина Николаевна — основатель, руководитель и педагог клуба спортивного бального танца «Аэлита» («за многолетний добросовестный труд, большой личный вклад в художественно-эстетическое воспитание подрастающего поколения города Кирово-Чепецка»)[123]
- Юхновец Клавдия Ивановна — директор МКОУ ДОД «Детская школа искусств города Кирово-Чепецка Кировской области» («за большой вклад в развитие музыкального и художественного образования на территории города Кирово-Чепецка»)[124]

#### 2015
- Дедова Ольга Геннадьевна — главный врач КОГБУЗ «Кирово-Чепецкая центральная районная больница» («за многолетний добросовестный труд, большой личный вклад в развитие Кировского областного государственного бюджетного учреждения здравоохранения «Кирово-Чепецкая центральная районная больница» и высокие показатели работы в области здравоохранения»)[125]
- Дубовцев Владимир Александрович — краевед, директор ООО «Частная ветеринарная клиника» («за плодотворную историко-краеведческую деятельность по изучению малой Родины»)[126]
- Савина Елена Михайловна — директор МБОУ «Многопрофильный лицей города Кирово-Чепецка Кировской области» («за многолетний творческий труд в сфере образования города Кирово-Чепецка и большую общественную работу на территории города Кирово-Чепецка»)[127]

#### 2016
- Бронников Юрий Аркадьевич — хирург-ортопед ФБУЗ «МСЧ-52» ФМБА России («за многолетний добросовестный труд, большой личный вклад в развитие медицины и высокие показатели работы в области здравоохранения города Кирово-Чепецка»)[128]
- Плотникова Викторина Пантелеймоновна — краевед, архивариус прихода Всехсвятского храма Кирово-Чепецкого благочиния РПЦ («за многолетнюю просветительскую работу, создание историко-литературного салона «Талисман» и личный вклад в организацию православных чтений в городе Кирово-Чепецке»)[129]

#### 2017
- Вишневский Владимир Александрович — пенсионер, бывший главный инженер Кирово-Чепецкого управления строительства («заслуги и достижения в экономической, социальной, культурной сферах деятельности, способствовавшие развитию города Кирово-Чепецка, росту его авторитета в Кировской области»)[130]
- Землюкова Галина Николаевна — директор МБОУ «Лицей города Кирово-Чепецка» («за значительные успехи в организации и совершенствовании учебного и воспитательного процессов, формирование интеллектуального и нравственного развития подрастающего поколения города Кирово-Чепецка»)[131]
- Сыкчин Юрий Иванович — тренер-преподаватель МАУ «Спортивная школа № 1 города Кирово-Чепецка Кировской области» («за личный вклад в развитие спорта и физической культуры в городе Кирово-Чепецке, воспитание подрастающего поколения в духе патриотизма»)[132]

#### 2018
- Вараксин Сергей Анатольевич — председатель Местного отделения ДОСААФ России города Кирово-Чепецка («за личный вклад в развитие военно-патриотического воспитания молодёжи города Кирово-Чепецка»)[133]
- Жуйков Владимир Геннадьевич — генеральный директор ОАО «ВЭЛКОНТ» («за высокие достижения в профессиональной деятельности, личный вклад в развитие ОАО «Электромашиностроительный завод «ВЭЛКОНТ», способствовавшие укреплению и развитию города Кирово-Чепецка и росту его авторитета в Кировской области»)[134]
- Колупаева Виктория Анатольевна — преподаватель географии МБОУ «Гимназия № 2 города Кирово-Чепецка Кировской области» («за значительный вклад в развитие образования города Кирово-Чепецка»)[135]

#### 2019
- Матвеев Александр Петрович — директор МБУ ДО «Станция юных туристов города Кирово-Чепецка Кировской области», Заслуженный путешественник России («за личный вклад в развитие муниципального бюджетного учреждения дополнительного образования станции юных туристов города Кирово-Чепецка Кировской области, способствовавший укреплению и развитию города Кирово-Чепецка и росту его авторитета в Российской Федерации»)[136]
- Скорб Татьяна Николаевна — преподаватель МКОУ ДОД «Детская школа искусств имени Г. И. Бабко города Кирово-Чепецка Кировской области» («за значительный вклад в создание системы обучения и развития детей с ограниченными возможностями здоровья города Кирово-Чепецка»)[137]

#### 2020
- Дегтярёва Ирина Аркадьевна — организатор творческого коллектива «Чтецкий клуб» («за многолетний труд в области культуры, организацию творческого коллектива «Чтецкий клуб», просветительскую и образовательную деятельность в области культуры, большой вклад в культурную жизнь города и на благо жителей Кирово-Чепецка»)[138]
- Мальцева Людмила Серафимовна — председатель Совета ветеранов ОАО «Кирово-Чепецкий химический комбинат» им. Б. П. Константинова («за долголетний безупречный труд, направленный на обеспечение благополучия города Кирово-Чепецка и Кировской области»)[139]
- Северюхин Владимир Леонидович — научный сотрудник МКУК «Музейно-архивный центр» города Кирово-Чепецка Кировской области («за деятельность, направленную на сохранение и преумножение культурных традиций Вятского края, изучение и пропаганду историко-культурного наследия города Кирово-Чепецка, формирование чувства патриотизма у подрастающего поколения»)[140]

#### 2021
- Кочнев Николай Иванович — пенсионер, бывший работник Кирово-Чепецкого химического комбината, участник и организатор городских спортивно-оздоровительных мероприятий, главный судья соревнований заводских спартакиад, член президиума спортивного клуба «Олимпия» («за вклад в развитие физкультуры и спорта в городе Кирово-Чепецке и пропаганду здорового образа жизни)[141]
- Чувашев Максим Николаевич — священник местной православной религиозной организации «Приход Всехсвятской церкви Кирово-Чепецка», секретарь Кирово-Чепецкого поискового отряда «Кречет» («за личный вклад в сохранение и увековечивание памяти подвига народа, ведения поисковой и исследовательской деятельности, направленной на установление судеб и имён граждан, павших за нашу Родину в Великой Отечественной войне»)[142]
- Эльская Наталья Фёдоровна (➤) — бывший заместитель председателя Кирово-Чепецкой городской Думы, руководитель городского отделения «Союза женщин России» («за многолетний добросовестный труд и активную общественно-просветительскую деятельность, способствующую развитию гражданского общества на благо города Кирово-Чепецка»)[143]

#### 2022
- Долгих Юрий Григорьевич — преподаватель Детской школы искусств имени Г. И. Бабко по классу баяна, руководитель оркестра русских народных инструментов («за значительные успехи в обучении и воспитании подрастающего поколения, многолетнюю и плодотворную педагогическую деятельность в системе дополнительного образования»)[144].
- Сафронова Наталья Геннадьевна — учитель начальных классов Многопрофильного лицея («за личный вклад в развитие системы начального образования и повышение роли женщины-педагога в современном обществе»)[145].
- Чеканов Анатолий Николаевич — заместитель директора ООО «ГалоПолимер Кирово-Чепецк» по общим вопросам («за активную жизненную позицию и общественную деятельность на благо города Кирово-Чепецка»)[146].

#### 2023
- Захарченко Андрей Владимирович — заведующий акушерским отделением стационара — врач акушер-гинеколог Кировского областного государственного бюджетного учреждения здравоохранения «Кирово-Чепецкая центральная районная больница» («за большой вклад в оказание лечебно-профилактической помощи населению Кирово-Чепецка»)[147].
- Кувшинова Елена Львовна — директор общества с ограниченной ответственностью «Азимут» («за личный вклад в развитие народного художественного промысла на территории Кирово-Чепецка и Кировской области»)[147].
- Митюков Сергей Григорьевич — директор акционерного общества «Ассоциация кабельного телевидения» («за большой вклад в просветительскую и информационно-разъяснительную работу, за сохранение истории города, событий и мероприятий в видеоматериалах, за активную позицию в жизни города»)[147].

#### 2024
- Гончаров Виталий Викторович — садовник МАУК «Центр культуры и досуга», разработчик дендрологического плана территории Центра культурного развития («за большой вклад в экологическое воспитание детей и молодёжи, сохранение и приумножение природного наследия родного края»)[148].

## Лауреаты премии имени З. А. Субботиной
Учреждённая в 2024 году городская премия была названа в честь Народного учителя СССР Зинаиды Алексеевны Субботиной.
Решение об учреждении почётного звания «Лауреат премии имени З. А. Субботиной» было принято 24 мая 2024 года Кирово-Чепецкой городской думой.
Звание присваивается учителям общеобразовательных организаций, расположенных на территории города Кирово-Чепецка, за личный вклад в развитие образования на благо города Кирово-Чепецка, его популяризацию, внедрение в образовательный процесс инновационных и (или) авторских методик, обеспечивающих высокое качество общего образования.
С 2025 года присвоение звания «Лауреат премии имени З. А. Субботиной» производится к установленной юбилейной дате празднования Дня города (70 лет и далее каждые 5 лет) (не более чем одному педагогу). Ходатайство о присвоении почётного звания «Лауреат премии имени З. А. Субботиной» возбуждается коллективами общеобразовательных организаций, органами местного самоуправления.

#### 2024
- Чурина Светлана Валентиновна — учитель географии МКОУ СОШ № 6 («за личный вклад в развитие образования на благо города Кирово-Чепецка»)[150].

### Книги о почётных гражданах города
- Батюшка: Жизнь и служение протоиерея Николая Федько на Вятской земле / Кузнецова И. А. (ред.). — Киров: Кировская областная типография, 2015. — 320 с. — (Почётные граждане г. Кирово-Чепецка). — 200 экз. — ISBN 978-5-498-00335-1.
- Борис Петрович Зверев. Человек-эпоха / Прокашев В. Н. (сост.). — Киров: ВЕСИ, 2015. — 186 с. — 200 экз. — ISBN 978-5-4338-0213-1.
- Будем помнить! Это книга о людях, чьи жизнь и дела останутся в памяти поколений / Кузнецова И. А. (ред.). — Киров: Кировская областная типография, 2015. — 377 с. — (Почётные граждане г. Кирово-Чепецка). — 200 экз. — ISBN 978-5-498-00337-5.
- Быль и легенда города: Яков Филимонович Терещенко / Кузнецова И. А. (ред.). — Киров: Радуга-ПРЕСС, 2014. — 266 с. — (Почётные граждане г. Кирово-Чепецка). — 200 экз. — ISBN 978-5-906544-46-9.
- Дорогами жизни / Кузнецова И. А. (ред.). — Киров: Лобань, 2013. — 247 с. — 130 экз.
- От призвания — к признанию: Нина Николаевна Глызина, Юрий Васильевич Попов и Мина Бабаевна Царёва / Куклина Е. Н. (ред.), Вахрушева Л. Е. (ред.). — Киров: Кировская областная типография, 2023. — 198 с. — (Почётные граждане г. Кирово-Чепецка). — 200 экз. — ISBN 978-5-498-00989-6.
- Подвижники культуры: Георгий Иванович Бобко и Леонид Тимофеевич Брылин / Кузнецова И. А. (ред.). — Киров: Радуга-ПРЕСС, 2014. — 348 с. — (Почётные граждане г. Кирово-Чепецка). — 200 экз. — ISBN 978-5-906544-65-0.
- Путь к мечте: Юрий Николаевич Калинин / Куклина Е. Н. (ред.), Вахрушева Л. Е. (ред.). — Киров: Кировская областная типография, 2019. — 223 с. — (Почётные граждане г. Кирово-Чепецка). — 200 экз. — ISBN 978-5-498-00663-5.
- Тренер стреляющих лыжников: Иван Петрович Родыгин / Куклина Е. Н. (ред.), Вахрушева Л. Е. (ред.). — Киров: Кировская областная типография, 2020. — 192 с. — (Почётные граждане г. Кирово-Чепецка). — 200 экз. — ISBN 978-5-498-00335-1.
- Человек и город: судьба на двоих. Лев Иванович Князьков / Куклина Е. Н. (ред.), Вахрушева Л. Е. (ред.). — Киров: Кировская областная типография, 2021. — 208 с. — (Почётные граждане г. Кирово-Чепецка). — 200 экз. — ISBN 978-5-498-00847-9.
- Макарычев М. А. Александр Мальцев / предисл. Р. Г. Нургалиева. — М.: Молодая гвардия, 2010. — 367 с. — (ЖЗЛ: Биография продолжается). — 5000 экз. — ISBN 978-5-235-03393-1.